# Cuisine comtadine et vauclusienne

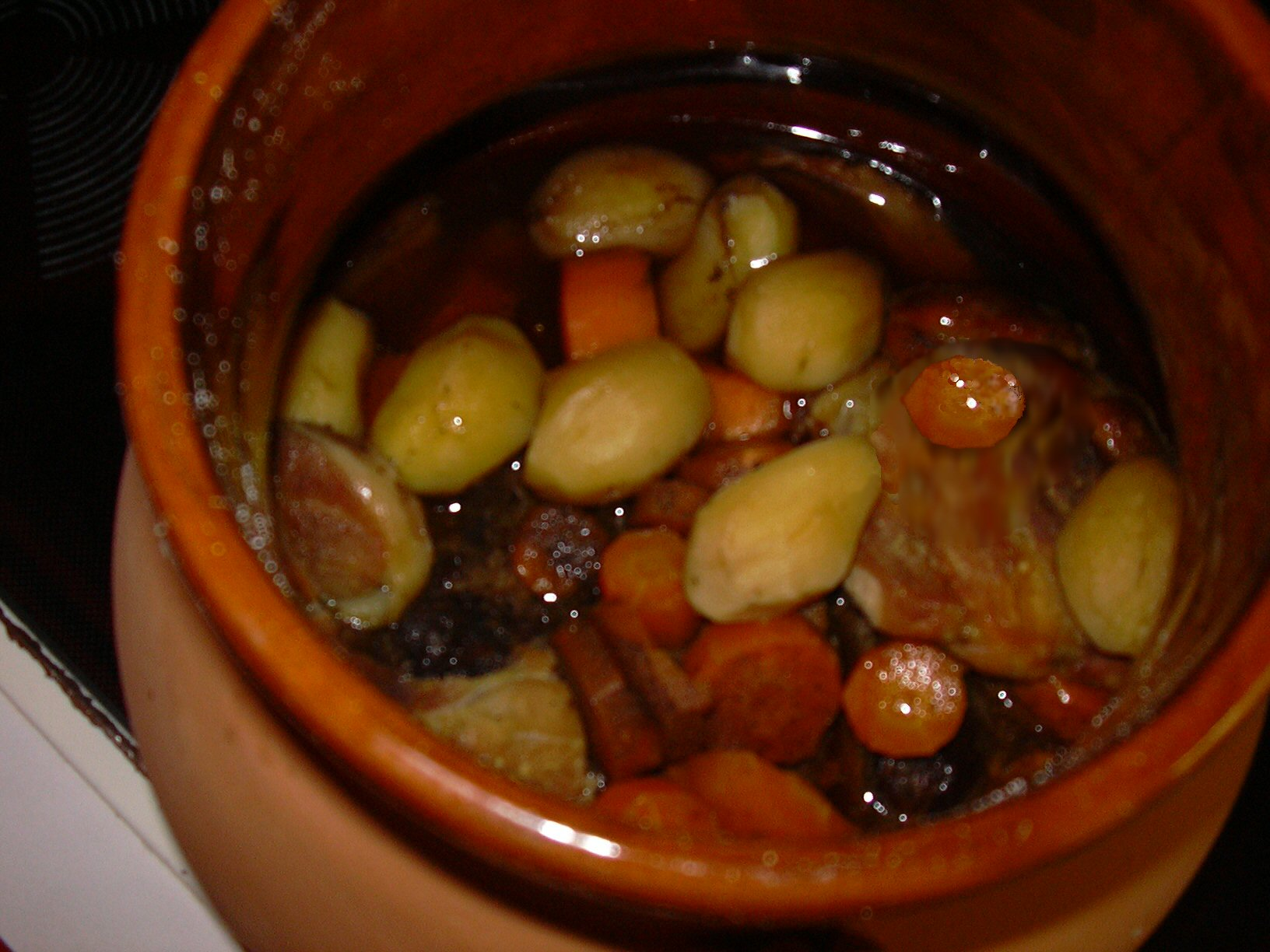
Daube avignonnaise cuite et présentée dans son toupin.

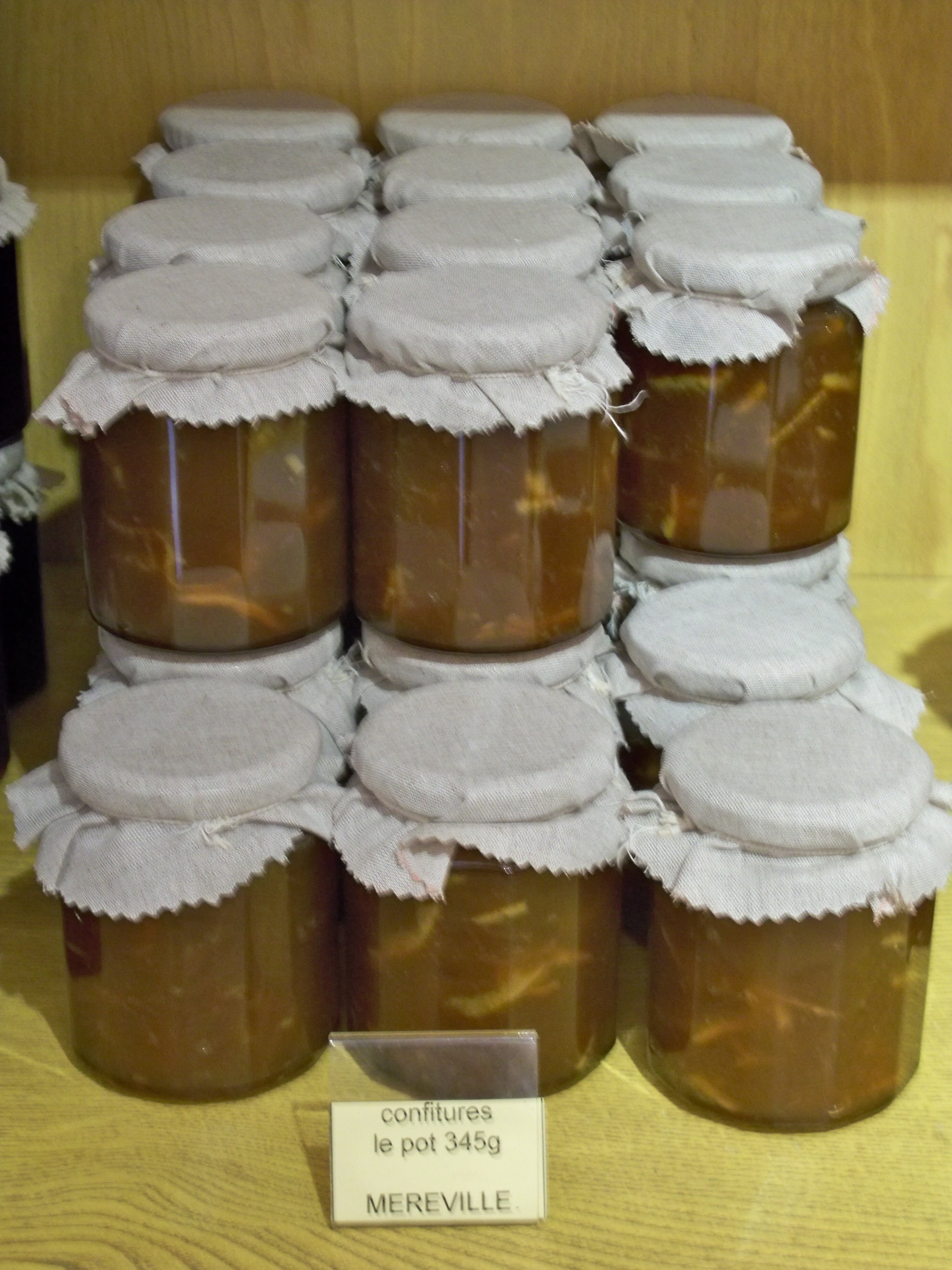
Confiture de mérévilles.

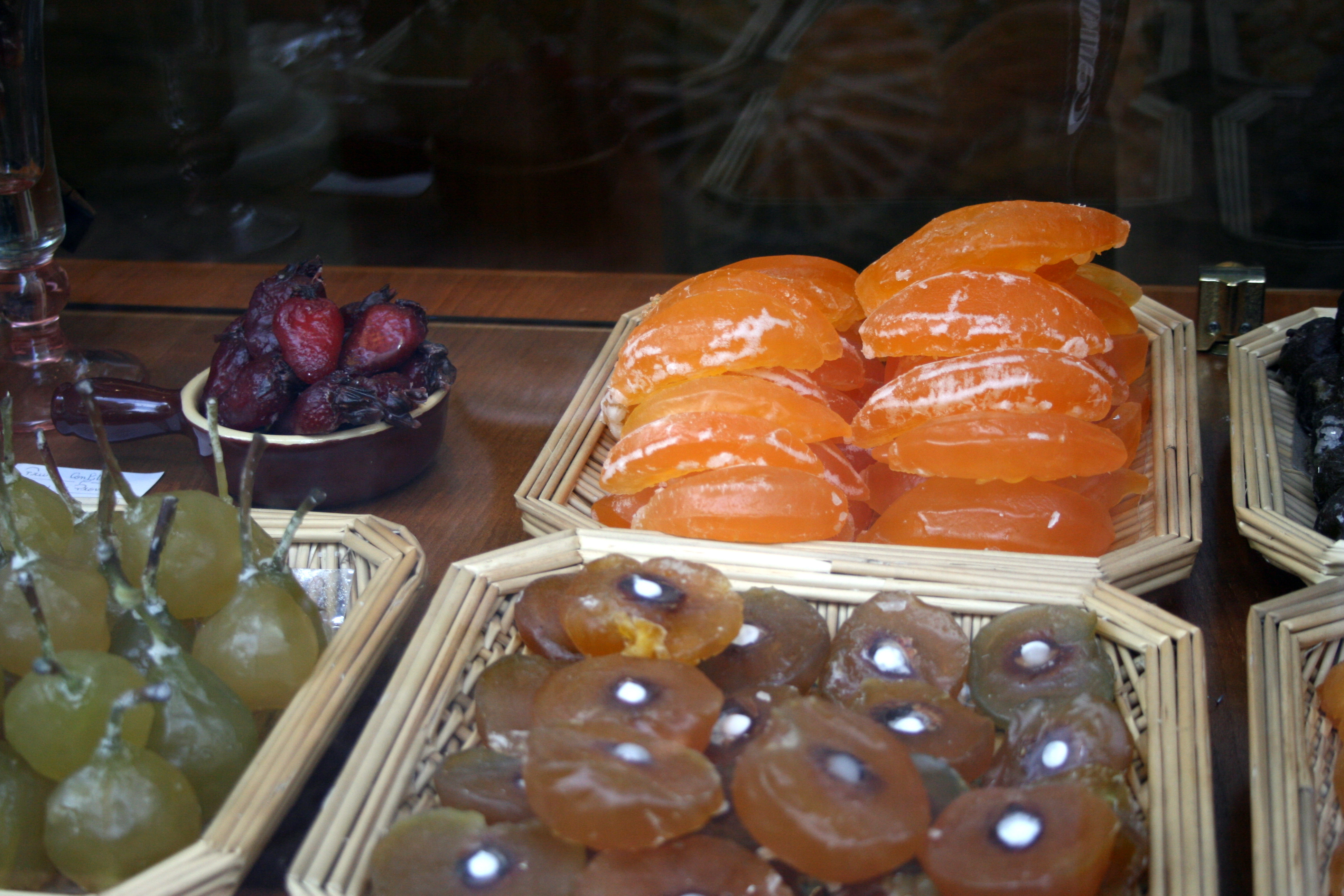
Fruits confits d'Avignon.

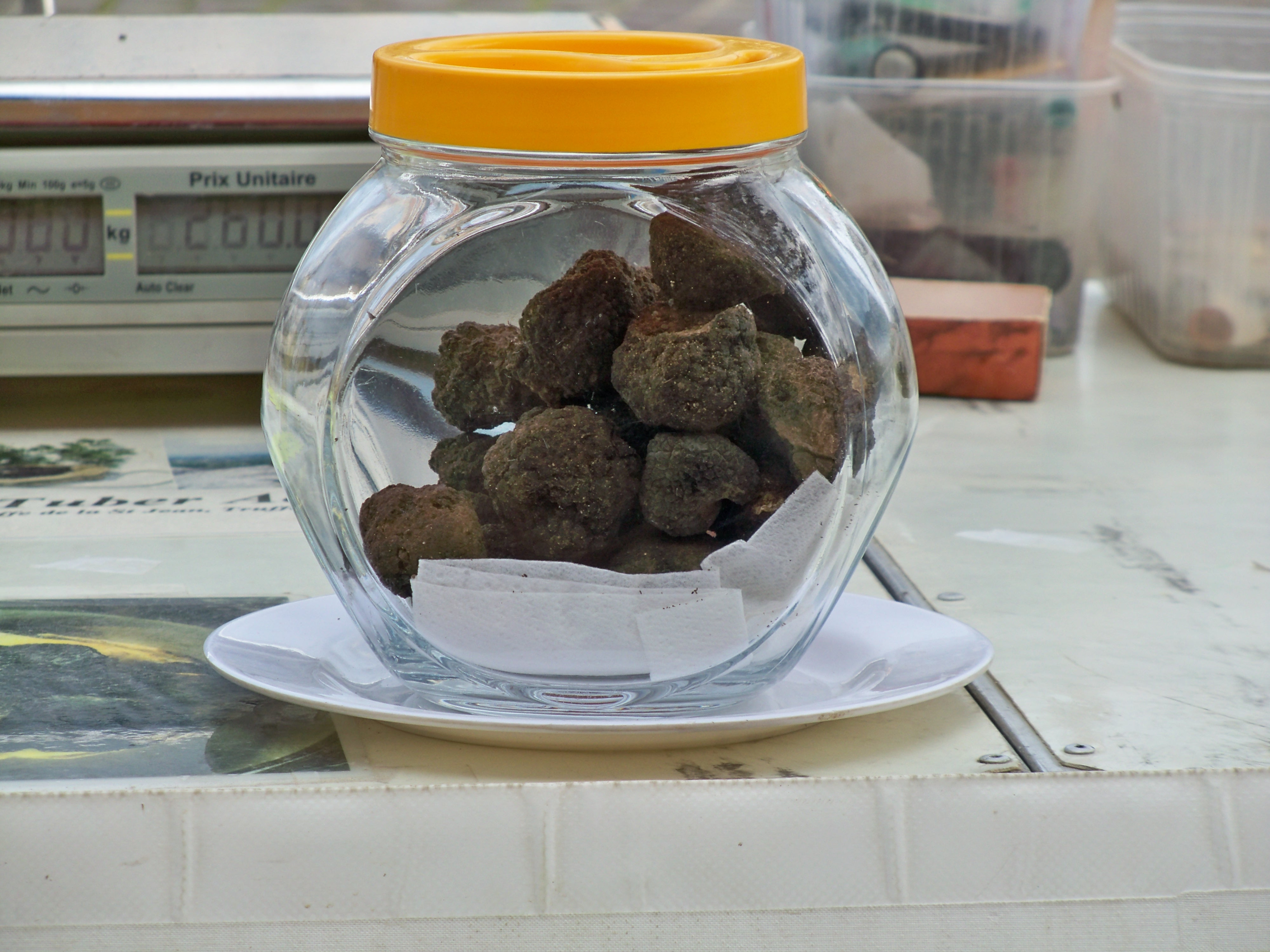
Truffes sur le marché d'Apt.

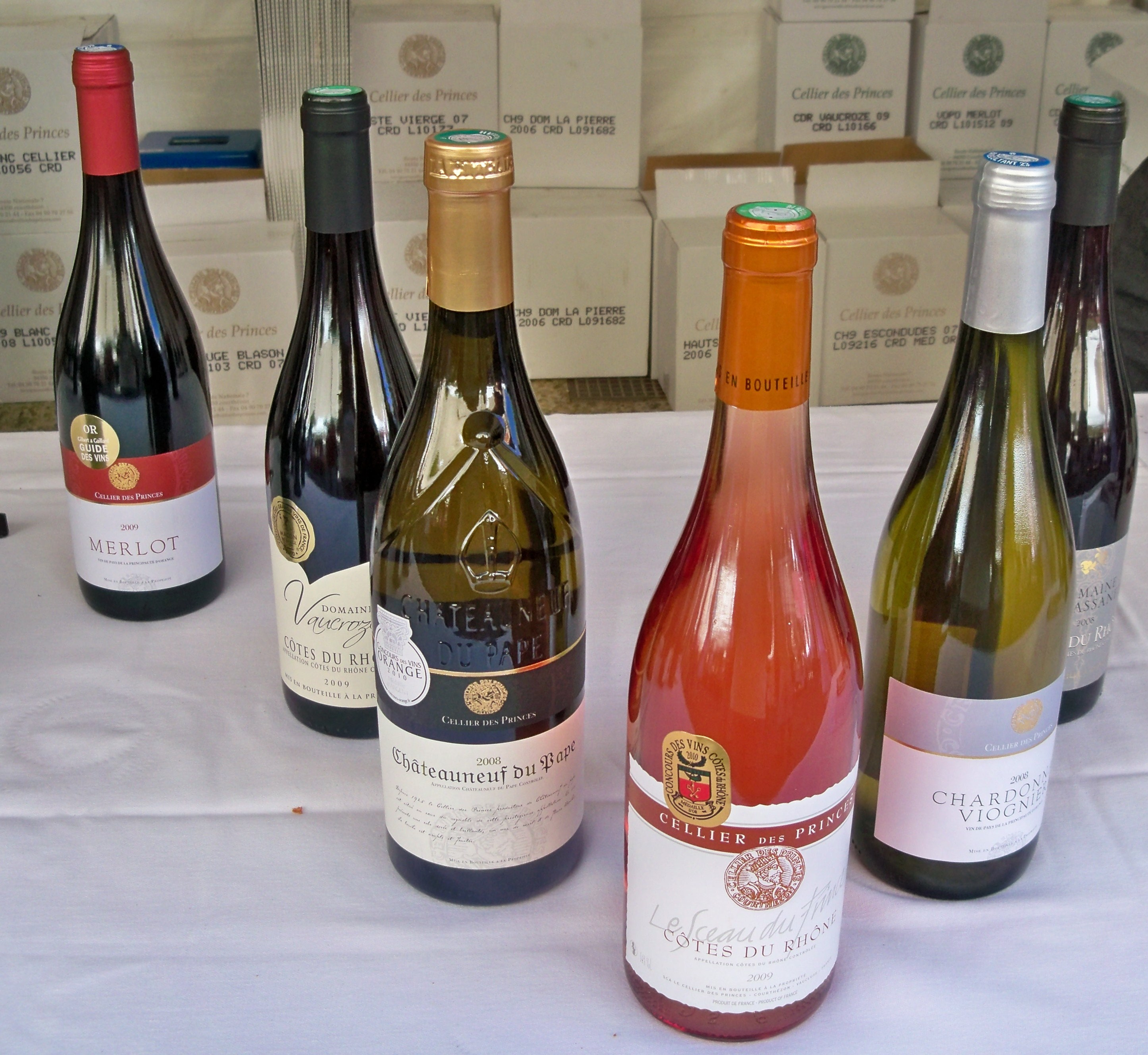
Au Cellier des Princes de Courthézon, châteauneuf-du-pape, côtes-du-rhône et vin de pays de la Principauté d'Orange.

La cuisine comtadine et vauclusienne est avant tout tributaire, dès le XIVe siècle de l'installation des papes à Avignon. Elle n'en a pas moins évolué au cours des siècles suivants, tout comme la cuisine provençale en particulier, avec l'arrivée des produits comestibles du Nouveau Monde.

## Historique
Tous les pays d'Europe occidentale, jusqu'après le Moyen Âge, avaient une cuisine identique tant pour « le quotidien que pour l'extraordinaire ». Un historien anglo-saxon de l'alimentation a d'ailleurs constaté :

« En alimentation, comme dans beaucoup d'autres domaines, au Moyen Âge, la différence est bien plus nette entre les couches sociales d'un pays qu'entre les pays eux-mêmes. »

Comme à Paris, Lyon, ou Florence, le rôle gastronomique d'une ville dépend du pouvoir qui y règne. À Avignon, après l'installation de la papauté, les besoins en approvisionnement du palais des papes, des cardinaux et des riches marchands « auprès de la Cour romaine », provoquent l'apparition sur les marchés de denrées aux prix élevés qui trouvent toujours preneurs.
Si, sous Clément V, Jean XXII ou Benoît XII, « le menu ordinaire de la table pontificale témoigne de goûts peu raffinés » — le maître des cuisines achetant par quintaux de la baleine et stockant en permanence de la viande salée —, il change du tout au tout dès l'élection de Clément VI. Lors du banquet qui suit son couronnement, ce pape est le seul à se servir d'une fourchette, ce qui étonne son entourage. En ce 19 mai 1342, rien que pour préparer les viandes (bœuf, mouton, veau, chevreau, paon, chapon, oie, poule, poulet, canard, grue, faisan, tourterelle, caille et un louveteau), il fallut quatorze bouchers (macelliers) ; en cuisine furent aussi parés esturgeons et brochets, et les sauciers préparent 600 litres de sauce verte et de sauce cameline. Plus de 45 000 fromages frais furent utilisés pour la confection des pâtés et 50 000 tartes furent mises au four.
Dès qu'il fit entreprendre la construction du palais neuf, Clément VI privilégia la présence du grand tinel, gigantesque salle de réception, et de la tour des cuisines. Cette dernière comportait une « chambre aux raisins », une paneterie et une bouteillerie. Le grand tinel se terminait par une immense cheminée, surmontée d'une hotte à huit pans, où pouvait se rôtir un bœuf entier à la broche. Une étiquette fut mise en place puisque était distinguée la « grande cuisine » pour les hôtes pontificaux, et la « petite cuisine », réservée au seul Souverain pontife. Lors des banquets, celui-ci mangeait toujours seul sur une estrade dressée dans le grand tinel. L'ordre des mets présentés au cours du repas obéissait à un principe diététique médiéval. Pour ouvrir l'appétit, les entrées étaient acidifiées ou acides, tandis que la « desserte » se composait de douceurs et de vins doux pour faciliter la digestion.

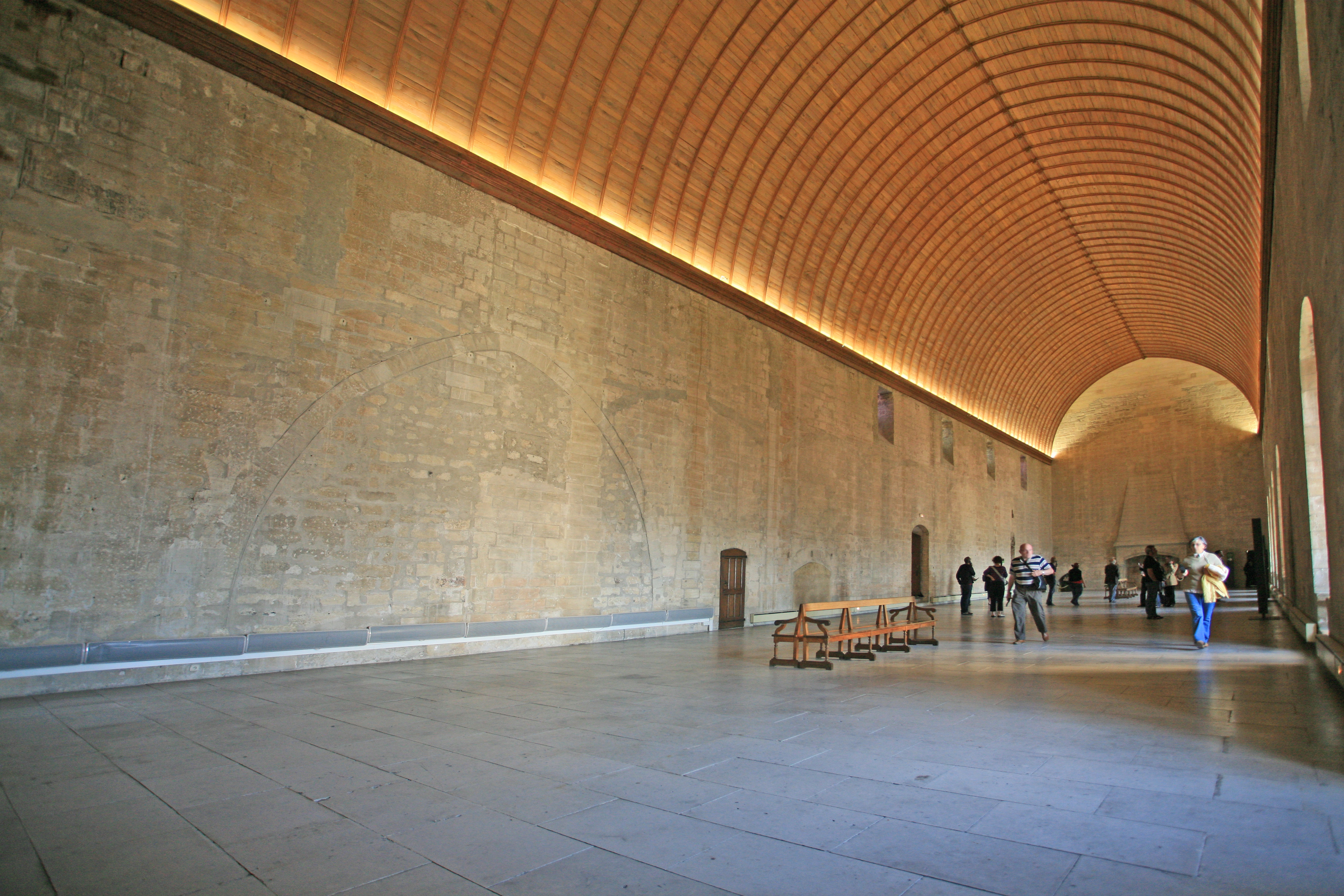
Le grand tinel.
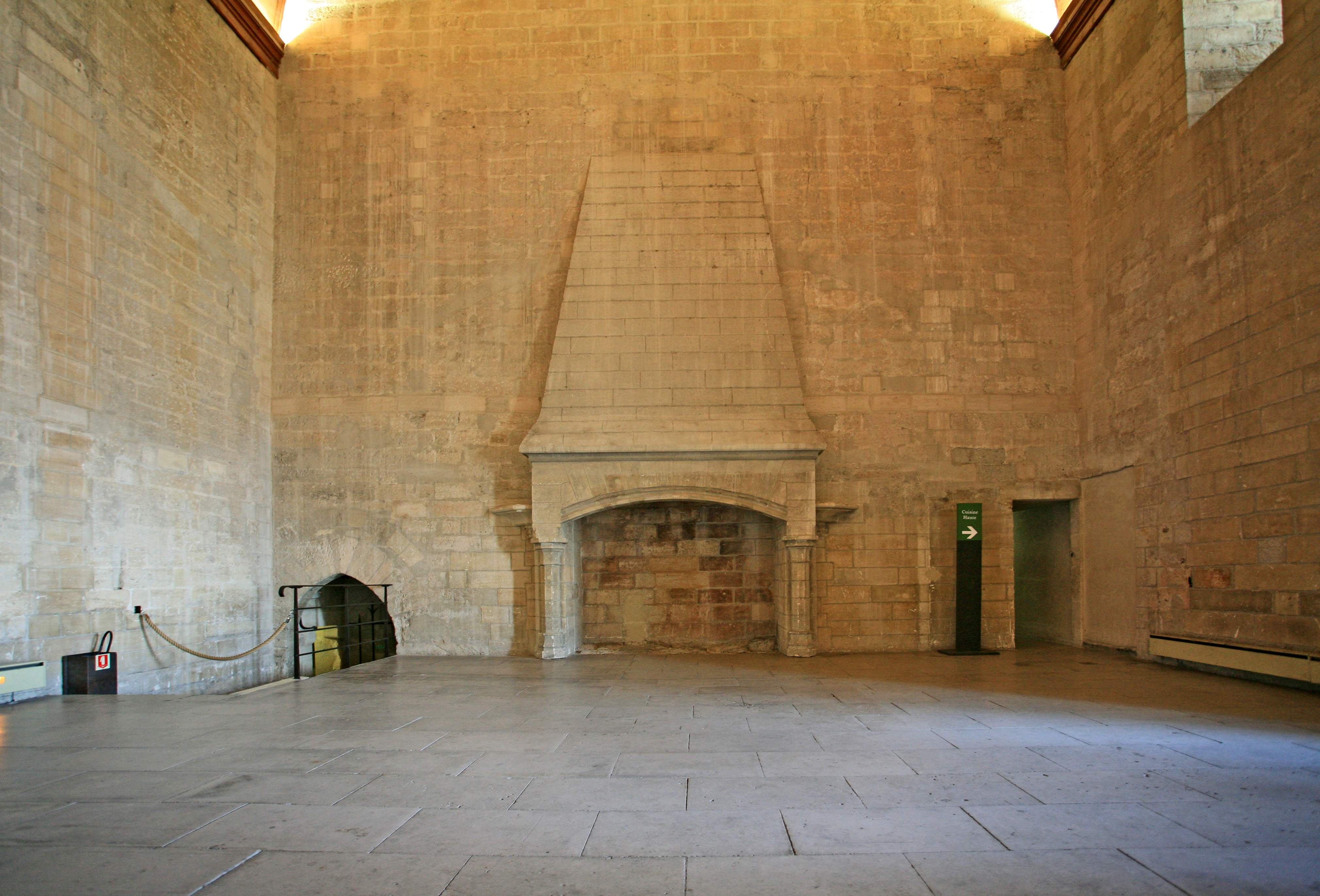
Cheminée du grand tinel.
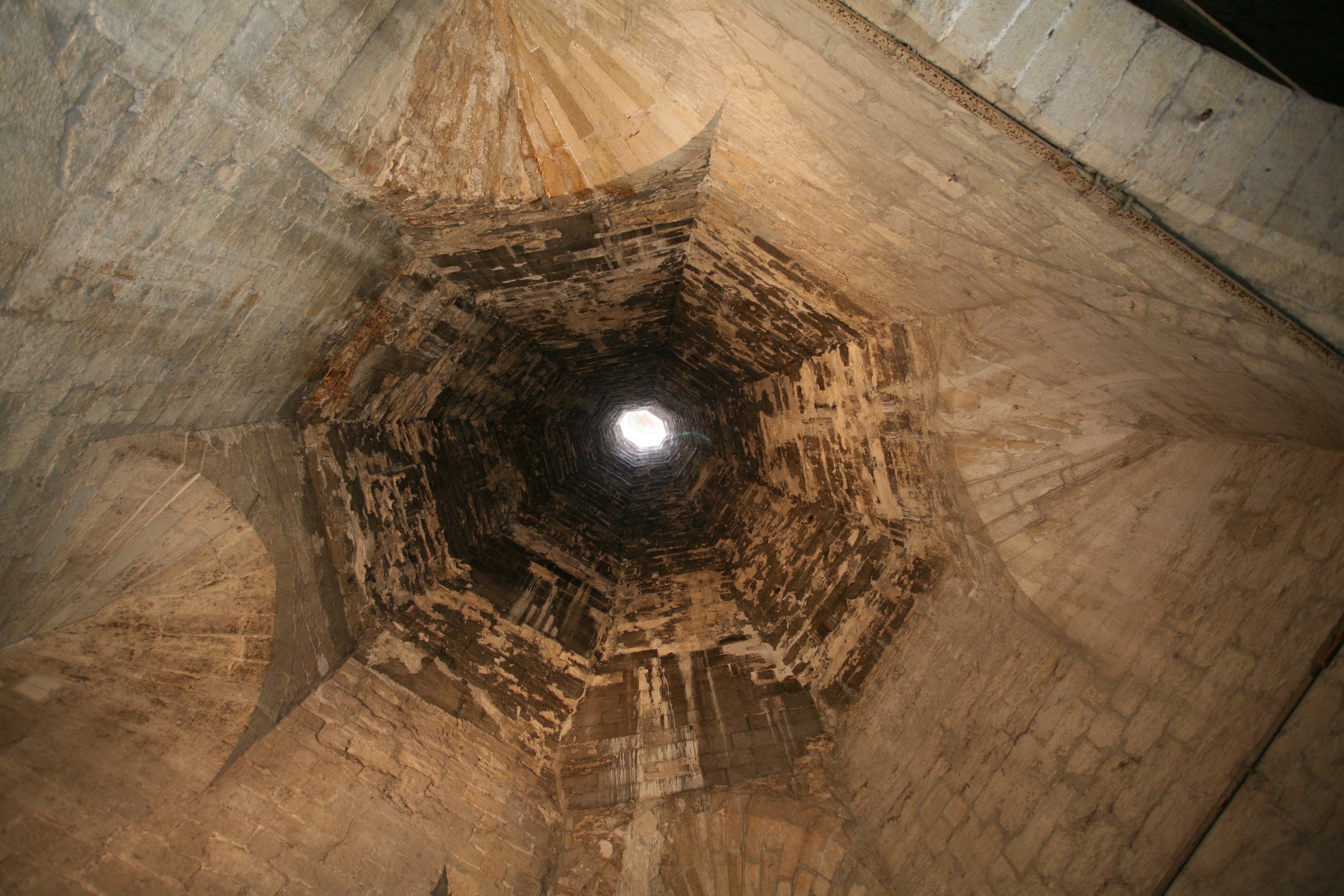
Hotte à huit pans de la tour des cuisines.
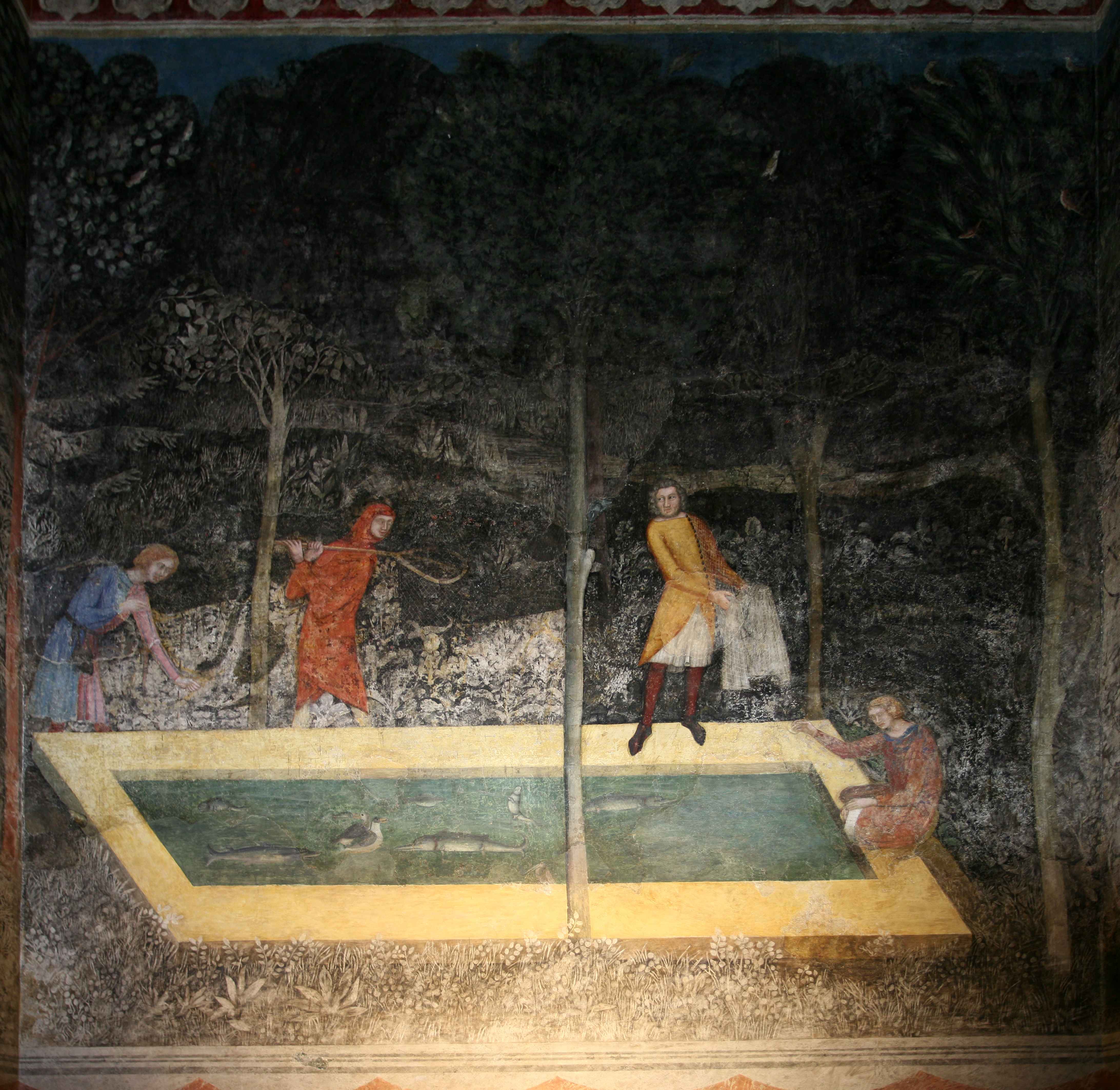
Le Vivier, fresque de la chambre du Cerf.

Pour satisfaire les palais pontificaux (d'Avignon et de Sorgues), cardinalices et épiscopaux, l'approvisionnement fut diversifié au maximum. Les blés, vins, huiles et fruits provenaient de la vallée du Rhône et de la Saône. Les poissons vivants, dont le thon, venaient de Marseille et de Montpellier ; la baleine salée était acheminée depuis La Rochelle, le hareng depuis Bordeaux et Dieppe, le merlu était fourni par Quimper et le saumon originaire de Tours.
C'est en 1835 que fut imprimé le premier ouvrage consacré à la cuisine avignonnaise et, de manière plus générale, à la cuisine méridionale. Ce livre de Pierre Chaillot le Jeune était un recueil de plus de 800 recettes d'origines diverses, utilisées par les différentes couches de la société.

## Situation dans le domaine culinaire méditerranéen
La gastronomie avignonnaise « authentique » relève de la cuisine méditerranéenne, de par l'utilisation de l'huile d'olive, d'oignon revenu dans cette huile et par une grande variété d'herbes servant de condiments.
Tout comme ses voisines occitanes, elle s'oppose aux cuisines de la moitié nord de la France qui, plutôt que l'huile (d'olive ou non), privilégient le beurre comme principale matière grasse.
À une échelle plus fine, la cuisine avignonnaise s'inscrit dans le domaine provençal, avec des recettes très diversifiées. Les légumes sont très largement utilisés : légumineuses (lentilles, haricots, fèves, pois chiches), mais aussi tomate, artichaut, aubergine et courgette. Les céréales (comme l'épeautre), l'ail, le thym, entre autres plantes aromatiques, caractérisent aussi la cuisine provençale. Les Provençaux se reconnaissent dans de nombreux plats identitaires, encore préparés de nos jours par les Avignonnais : daube, aïoli, ratatouille, soupe d'épeautre, etc.
Une des caractéristiques de cette cuisine a été, pendant des siècles, l'utilisation quasi exclusive de la viande de mouton apprêtée à toutes les sauces. En 1784, le comte polonais Moszynski se vit proposer, au cours du même repas pris dans une auberge d'Avignon, une soupe au bouilli de mouton, des côtelettes de mouton, du mouton bouilli, des pieds de mouton à la Sainte-Menehould, une tête de mouton au vinaigre, des queues de mouton grillées et une poitrine de mouton rôtie. Ce qui fit écrire au gentilhomme : « De sorte que, tout compte fait, j'ai eu à peu près un demi mouton pour un dîner qu'il fallut payer neuf livres et dont les restes ont nourri encore trois domestiques. »
Quant aux repas de fête, notamment le repas du soir de Noël, appelé gros souper (lo gròs sopar, lou gros soupa), c'est un repas maigre, faisant largement appel aux herbes cultivées ou sauvages, aux cardons, etc., présentés en gratins ou en sauce blanche, avec du poisson ou des escargots. Il se termine avec les treize desserts.
Parmi les variétés de cuisines provençales, la cuisine avignonnaise relève du domaine d'Arles et du Comtat. Elle est caractérisée par des astuces de préparation des légumes frais et secs, notamment avec les tians. Le tian est à l'origine un mets typiquement comtadin. C'est un gratin à base de légumes et d'huile d'olive. À noter que le mot tian désigne à la fois le contenant : un plat à gratin en terre cuite, et le contenu : le gratin lui-même. La truffe (Tuber melanosporum) est bien présente dans ce domaine culinaire, par exemple mangée en omelette ou en œufs brouillés. Par ailleurs, la cuisine d'Arles et du Comtat a très probablement été influencée par la présence des Juifs. Un exemple en est la recette de la raïte (raita, raito : morue frite et cuite dans du vin rouge), qui semble typiquement judéo-comtadine.

## La cuisine comtadine vue par Peter Mayle

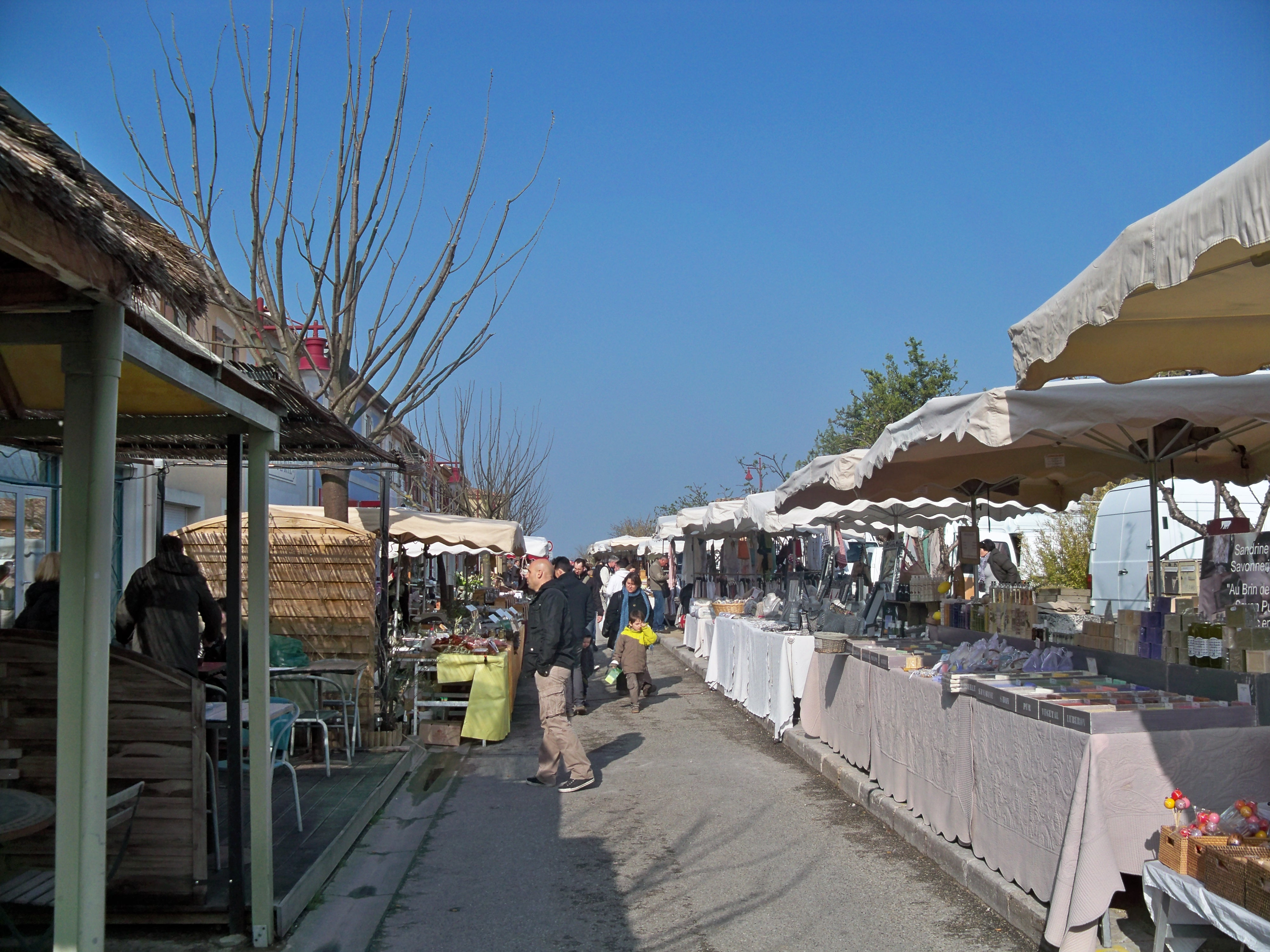
Vue du marché de Coustellet.

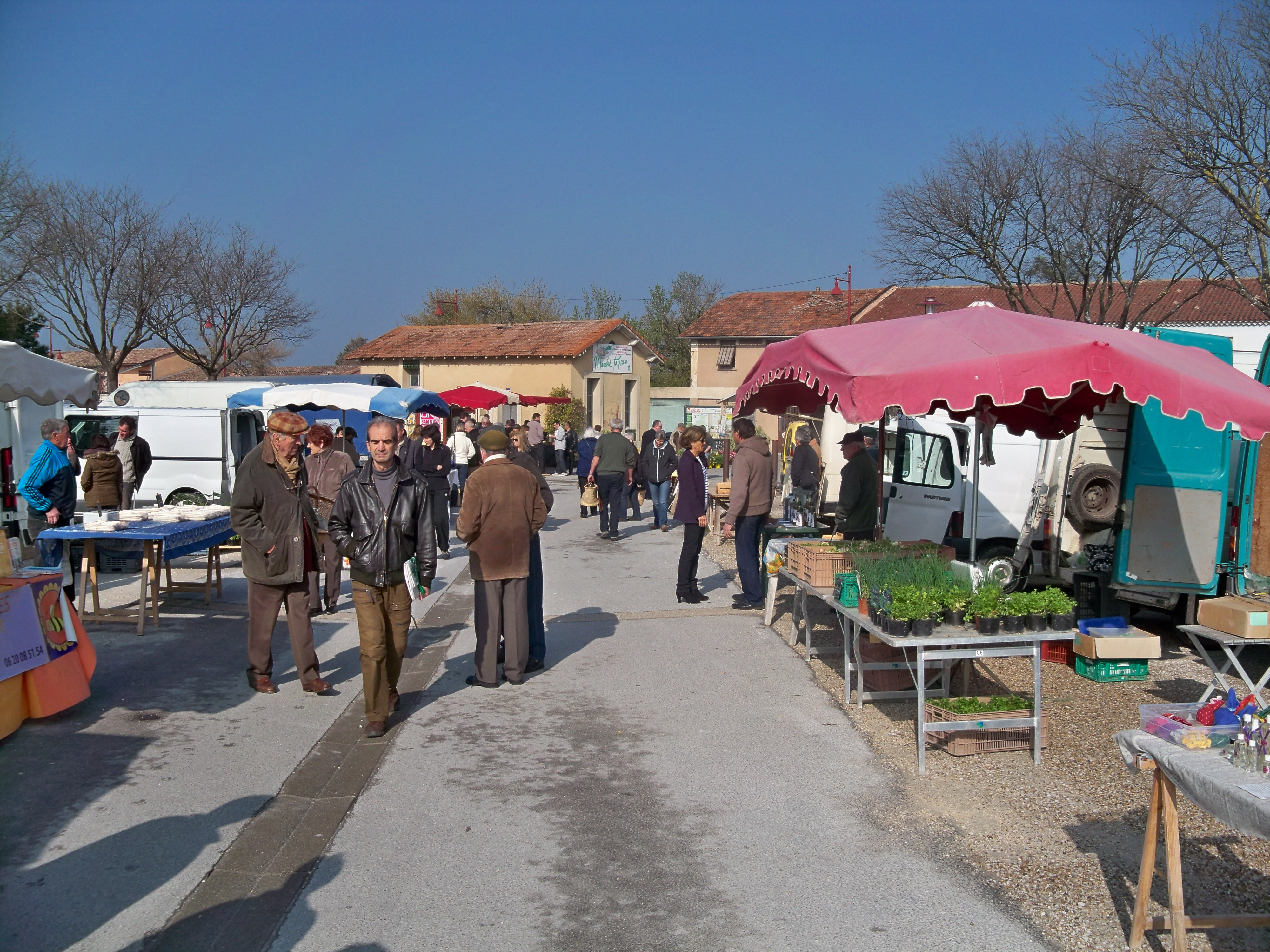
Stands du marché de Coustellet.

Les écrivains anglo-saxons ont découvert récemment le paradoxe français, le plaisir de la table et la joie de vivre en Provence, qui sont devenus le thème d'un courant littéraire apparu aux États-Unis. Il s’agit de literature of accommodation (littérature d’intégration ou d'adaptation). Ce filon littéraire éclata dans les années 1990 avec le Britannique Peter Mayle. L’ancien publicitaire a assis sa réputation d'écrivain grâce à Une année en Provence. Tombé amoureux de cette région, il quitta les brumes de Londres pour s’installer dans un petit village du Luberon en 1987, et y écrivit son histoire d’adaptation dans le village de Ménerbes. Ce fut un succès mondial de librairie puisque ce livre s'est vendu à six millions d'exemplaires.
Sa découverte de la vie provençale est complétée par celle des marchés provençaux dont l’aspect change à chaque saison. « Il se plaît à les visiter, tout en observant la diversité des produits exposés, les réactions de la foule et surtout les gestes des maîtresses de maison pour en faire le meilleur choix. »
Il constate qu'ici chacun respecte un rituel ancestral : à midi pile, on arrête le travail pour un long déjeuner pantagruélique. Peter Mayle relève l’importance des repas et surtout la dimension socio-culturelle de la gastronomie française. Tout se situe au plus haut degré, soit qu’il s’agisse de la quantité ou de la qualité : « C’était un repas que jamais nous n’oublierons : plus précisément, c’était une succession de repas que nous n’oublierons jamais car cela dépassait les frontières gastronomiques de tout ce que nous avions connu aussi bien en quantité qu’en durée… Ce soir-là nous avons mangé pour l’Angleterre tout entière. »
Les amateurs de truffes sont légion dans le Vaucluse. L’écrivain les rejoint dans leur passion. Même s'il s'étonne de l’accoutrement et des gestes d'un rabassier : « Debout, l’homme contemplait la mousse et les broussailles autour des racines d’un vieux chêne-liège. Il avait la jambe droite enfoncée dans une cuissarde de pêcheur en caoutchouc vert. À l’autre pied, une chaussure de course. Il tenait devant lui un long bâton et portait un panier à provisions en plastique bleu. » Dans l'originalité le rejoint le chasseur de sangliers, qui est aussi l’épicier du village. Peter Mayle ne peut supporter ce tueur de marcassins et, d'une façon générale, la soif de sang des chasseurs provençaux. Mais il oublie ses beaux principes devant un lapin de garenne que son épouse avait accommodé en civet. « J’en repris deux fois. La sauce, épaissie de sang était merveilleuse. »

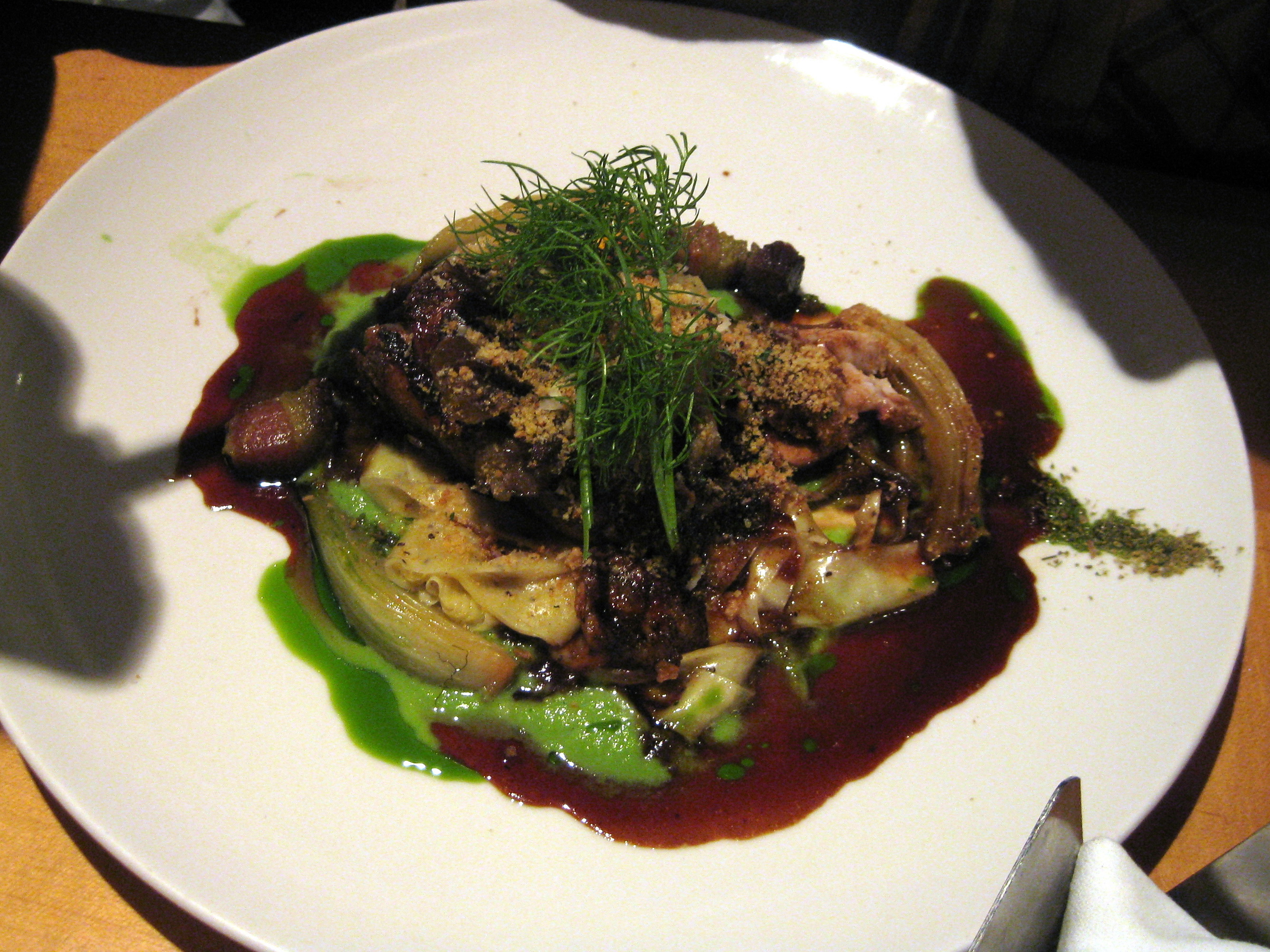
Civet de lapin.
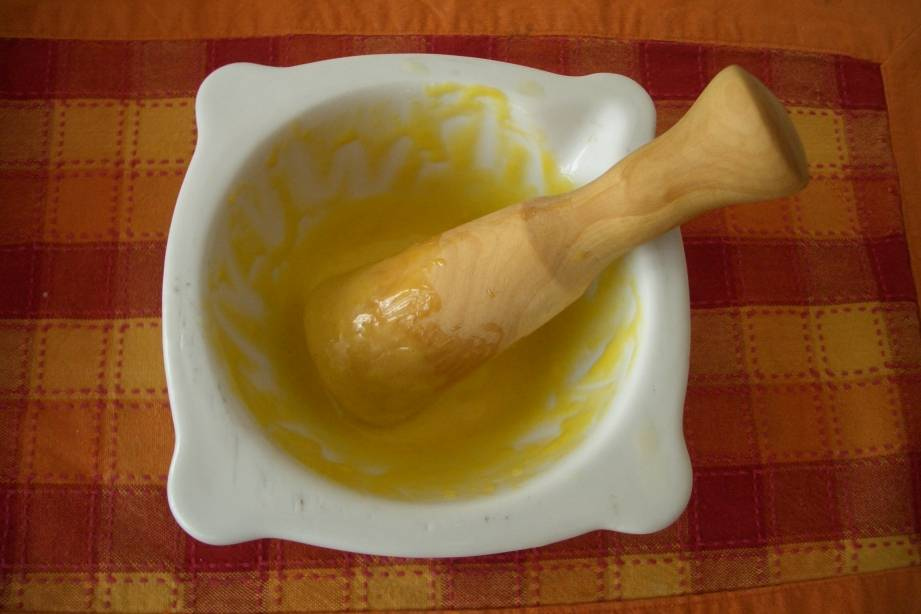
Aïoli.

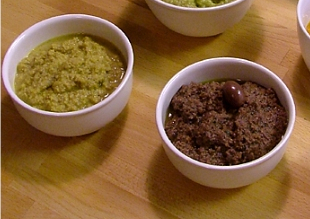
Tapenades verte et noire.

C’est encore la singularité des recettes provençales qui attire son attention. Il énumère avec précision des noms de plats qui ont fait ses délices : civet de lapin, pâté de lapin, de sanglier et de grives, terrine à base de porc rehaussée d’un peu de marc, petits oignons doux marinés dans une sauce tomate fraîche, daube d’agneau, aïoli, etc. Il avoue sa surprise de découvrir de bons restaurants, même dans les villages les plus reculés comme celui de Buoux, où l'on sert quatorze types de hors-d’œuvre : « Cœurs d’artichauts, beignets de petites sardines frites, taboulé bien relevé, morue à la crème, champignons marinés, bébés calamars, tapenade, petits oignons frits dans une sauce à la tomate fraîche, céleri et pois chiches, radis et petites tomates, moules froides. » Ce qui le frappe, c’est la grande consommation de vin, boisson emblématique du French Paradox, et l'exactitude du repas de midi. « Le Provençal a une horloge dans l’estomac. Et le déjeuner constitue son unique concession à la ponctualité. On mange à midi ! Et pas une seconde plus tard. »

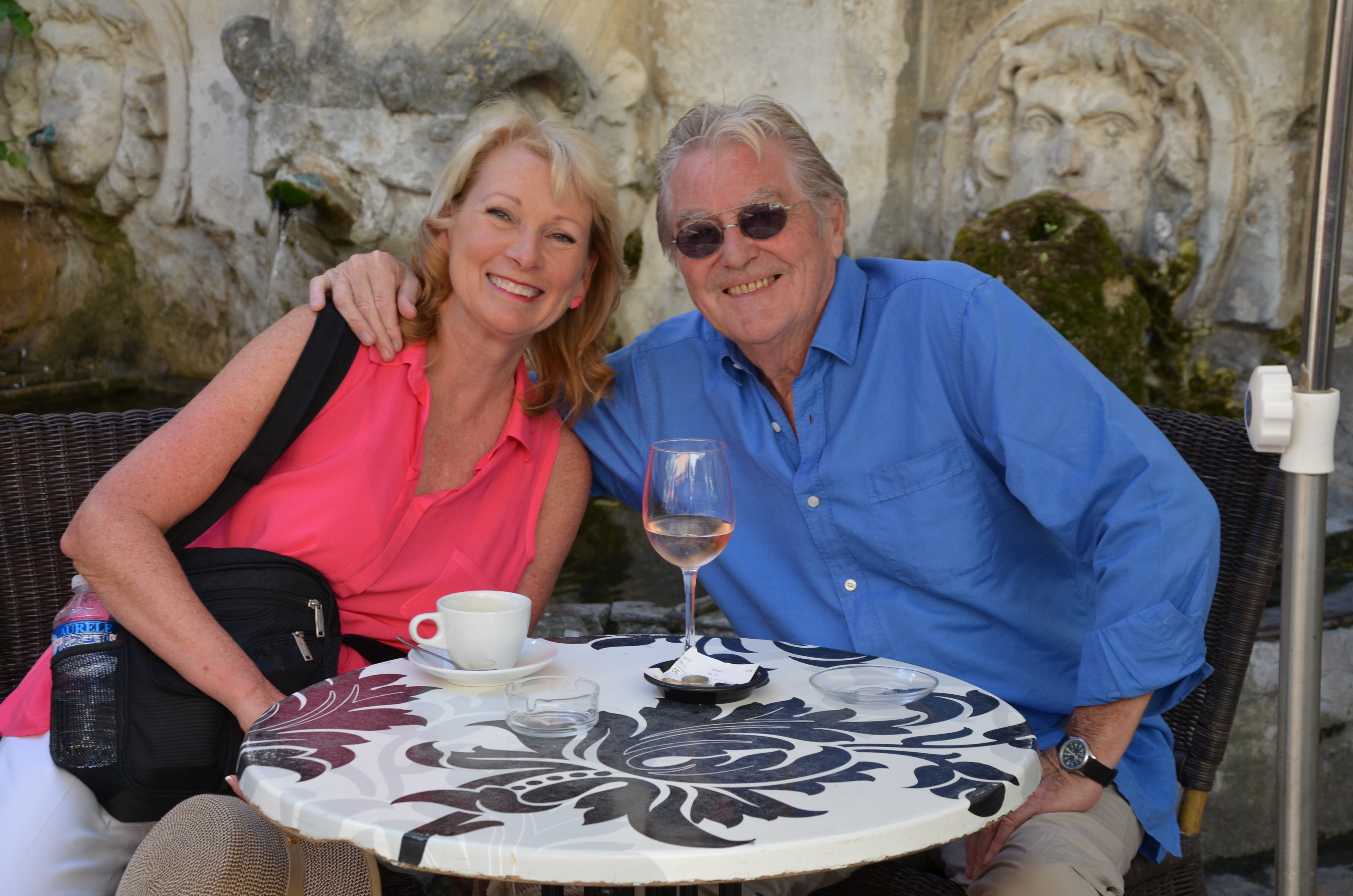
Peter Mayle en Provence.

Il lui a suffi pourtant d'Une année en Provence pour s'adapter à ce mode de vie. Il ne regrette rien ni n’éprouve aucune nostalgie de son pays d'origine. De plus, il ne se sent pas du tout étranger et s’implique dans la vie quotidienne locale tout en relevant la singularité de la Provence et de ses habitants. C'est-à-dire à dévoiler le cachet de cette région où règne une joie de vivre axée sur la fête et le plaisir de la table. Il rejette même ses concitoyens et craint leurs visites inopportunes : « Sans doute, à la façon habituelle de l’Anglais itinérant, allait-il surgir un jour prochain juste avant le déjeuner », et adopte une attitude ironique et méprisante envers les citadins qui possèdent des résidences secondaires dans le Luberon « et qui se remarquent par leur arrogance et par leur richesse ostentatoire ». Même s’il lui reste encore beaucoup à voir et à faire, enfin il se sent ici chez lui.

## Spécialités avignonnaises
Il semble qu'on peut dégager au moins deux recettes typiques d'Avignon, l'alose à l'étouffée et la daube avignonnaise, qui, si elles ne sont bien sûr strictement réduites au terroir avignonnais, n'en représentent pas moins une facette de l'identité avignonnaise.
Par ailleurs, les berlingots ou berlinguettes (berlingetas, berlingueto) pourraient représenter une recette avignonnaise. Il s'agit dans ce cas, non pas des bonbons de Carpentras, mais d'œufs durs farcis avec une pâte d'anchois, de pain et de jaunes d'œufs, cuits en gratin.

### L'alose à l'étouffée
L'alose à l'étouffée (alausa a l'estofado et alauso à l'estoufado), ou alose à l'avignonnaise (alausa a l'avinhonenca, alauso à l'avignounenco) est un mets à base de poisson et d'oseille. L'alose est cuite à l'étouffée (a l'estofada, a l'estofèia) — à court mouillement et à couvert —, pendant de nombreuses heures, avec de l'oseille (Rumex acetosa), parfois des patiences (autres herbes du genre Rumex, appelées lapaç en provençal), et de l'alcool ou de l'eau-de-vie. Le mélange d'alcool et d'oseille fait « fondre » les arêtes du poisson, qui devient ainsi beaucoup plus facile à manger. L'alose est devenue très rare dans le bassin d'Avignon, et a peut-être disparu, en raison de l'édification de barrages, notamment celui de Vallabrègues. De plus, la consommation de poissons du Rhône est maintenant interdite pour cause de pollution au PCB (polychlorobiphényle).
L'alose (Alosa alosa) est un poisson ressemblant à une très grosse sardine. Elle était pêchée dans le Rhône notamment à l'aide du vira-vira (ou vira-blanchard). Cette grande roue garnie de filets, dont de nombreux Avignonnais se souviennent, était actionnée ingénieusement par le simple courant du Rhône, et fixée à deux bateaux face à la porte de la Ligne côté Barthelasse (ce bras du Rhône était alors le bras vif ; il est devenu le bras mort après les aménagements de la Compagnie nationale du Rhône). Il n'y avait qu'à chercher le poisson dans le fond d'un des deux bateaux. Le vira-vira, ainsi que l'alose à l'oseille, sont connus dans de nombreuses communes des rives du Rhône et sont particulièrement liés à l'identité d'Avignon.

### La daube avignonnaise

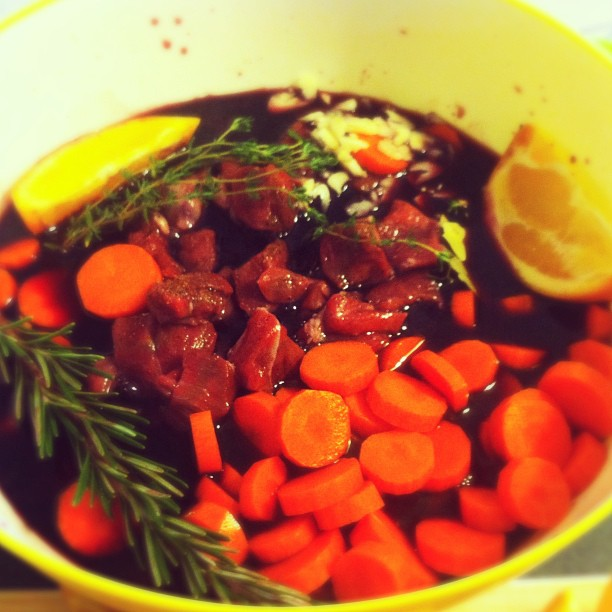
Daube avignonnaise en train de mariner.

La daube avignonnaise (adòba avinhonenca, adobo avignounenco) est une variante de la daube classique. Au lieu de bœuf, il est utilisé de l'épaule d'agneau ou de mouton, et la marinade se fait dans du vin blanc. Cette recette est proche de celle de la carbonnade (carbonada, carbounado). Citée par Mistral dans le Pouèmo dóu Rose (Poème du Rhône) comme étant servie aux mariniers, développée par René Jouveau dans l'Armana prouvençau (l’Almanach provençal) de 1950, la carbonnade est un plat à base de mouton cuit à l'étouffée, avec des légumes et du vin blanc. Elle était servie avec des haricots blancs et des fonds d'artichaut. Outre l'épaule d'agneau et le vin blanc, il est utilisé pour la préparation de ce mets de la couenne, de l'huile d'olive, des carottes, des oignons, des herbes de Provence, un zeste d'orange, du persil, du sel et du poivre.

### Le crespeou

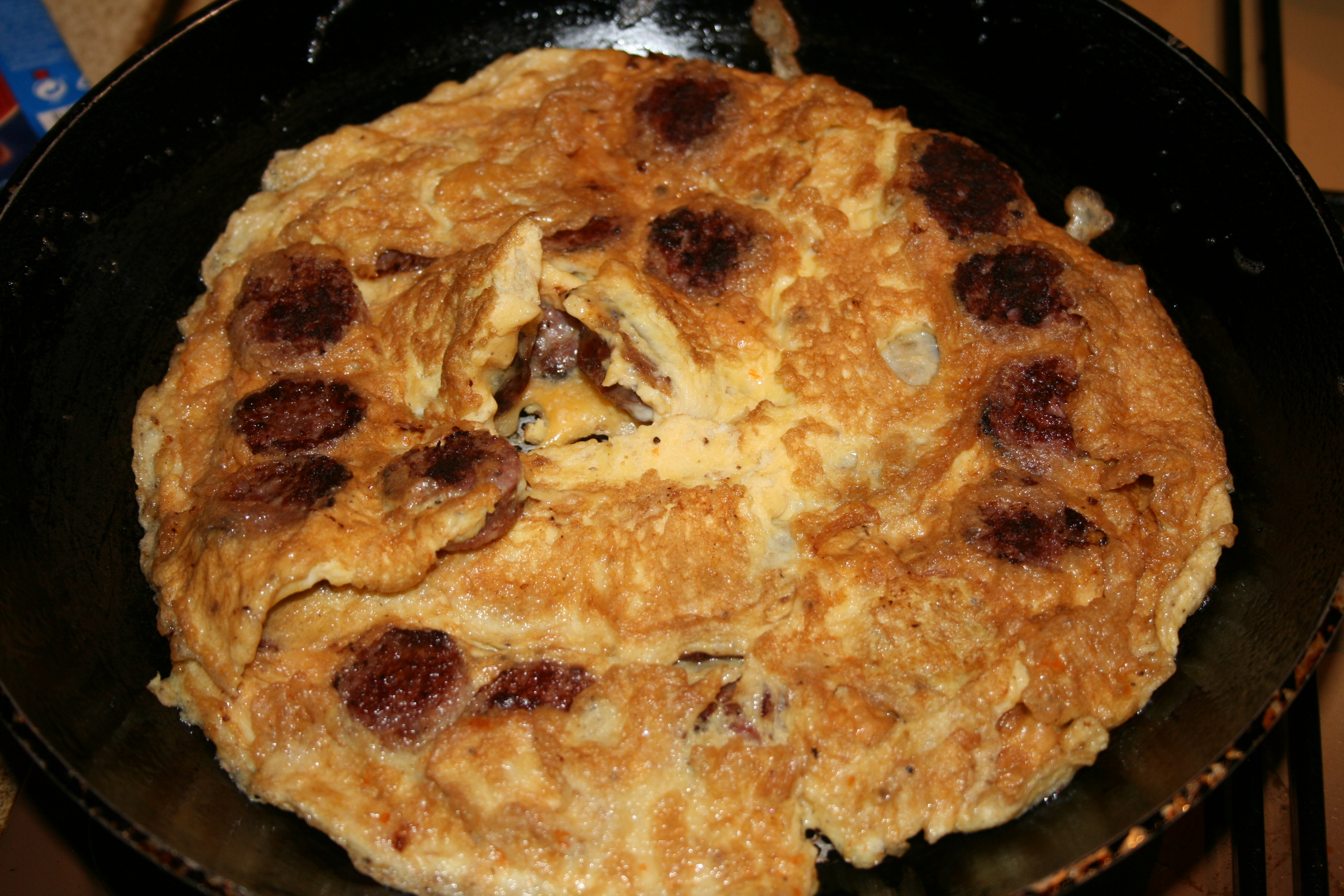
Crespeou de Piolenc.

Le crespeou est un gâteau d'omelettes d'herbes et de légumes empilées par couches superposées que l'on mange froid, accompagné ou non d'un coulis de tomate. Cette recette, qui semble être native de la région d'Avignon, est devenue populaire dans tout le Comtat Venaissin et la Provence.

### Berlinguettes
Les berlinguettes (berlingetas, berlingueto) sont une recette avignonnaise. Il s'agit d’œufs durs farcis avec des anchois, du pain et les jaunes d’œufs réservés, cuits en gratin. Une variante existe avec des légumes, poireaux et épinards, qui sont roussis, puis incorporés dans une béchamel. Sur cette berlinguette sont présentés les œufs durs avec des tranches de pain grillé.

### Carde
Ce légume d'hiver est une composante incontournable du gros souper. Ce fut à partir du XIXe siècle qu'il s'imposa en faisant la conquête des tables de la bourgeoisie aisée d'Avignon, Aix et Marseille. Présent, dès l'Antiquité, il fut déprécié au Moyen Âge et ne revint à la mode qu'à partir du XVIe siècle.
La carde ou cardon, est apparentée à l'artichaut. Sa culture n'impose qu'une seule contrainte, faire blanchir les côtes en encerclant ses pousses dans du papier ou du plastique. Pour consommer ce légume, il faut le faire pocher à l'eau bouillante dans laquelle a été ajoutée un peu de farine, ou de la mie de pain, pour éviter l'amertume. Il est ensuite accommodé en tian, préparé avec une sauce (sauce blanche ou sauce poulette), ou encore au jus de viande. Les amateurs croquent simplement les côtes avec des anchois.

## Spécialités récentes

### La papaline

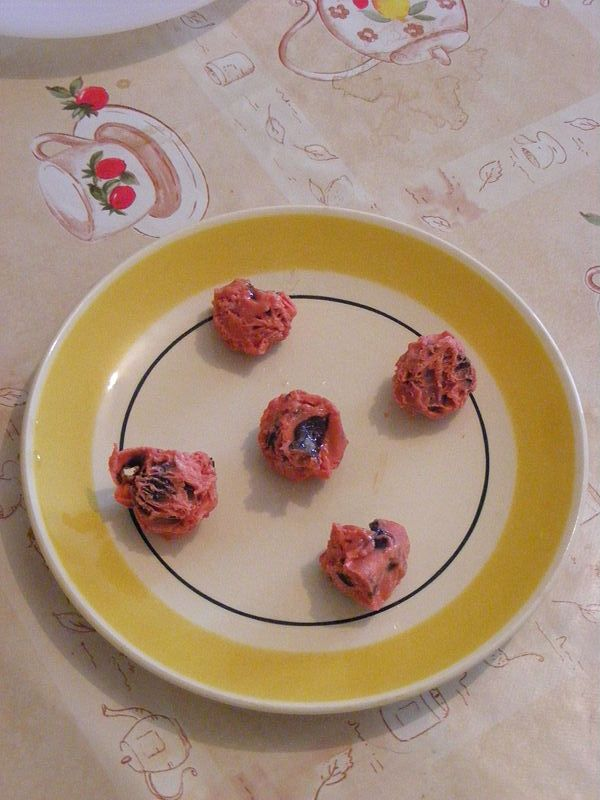
Les papalines.

La papaline d'Avignon est un petit chardon, formé de deux fines robes de chocolat retenant de la liqueur d'origan du Comtat. Elle a été ainsi nommée en souvenir des papes d'Avignon, mais sa création ne remonte qu'à 1960,.
Cette cousine du chardon-liqueur, qui pèse entre 8 et 9 g, est fabriquée de façon artisanale et commercialisée uniquement par une soixantaine de pâtissiers-confiseurs de Vaucluse, affiliés à la confédération nationale. Chaque année, ils en vendent près de 5 tonnes.
La recette de la liqueur d'origan a été créée en 1870. Elle nécessite, en plus de l'origan, une soixantaine de plantes cueillies sur le piémont du Mont Ventoux. Leur macération, puis leur infusion, est suivie d'une distillation. La douceur de cette liqueur est obtenue grâce à l'adjonction de miel de Provence.

### Le papeton d'aubergines
Le papeton d'aubergine est un mets spécifique de la ville d'Avignon. Il se présente sous la forme d'un flanc à base de caviar d'aubergine et d'œufs. Il a été nommé ainsi du fait qu'il était cuit dans un moule ayant la forme d'une tiare pontificale. Il se sert avec un coulis de tomates fraîches.
Déjà, en 1970, Henri Gault et Christian Millau affirmaient : « Le papeton d'aubergines (dit aussi aubergines des papes) est l'une des recettes typiques de la ville friande de ces sombres et exquis légumes. »
Originellement, le papeton était l'épi égrainé du maïs, nommé ainsi pour sa couleur or et ses différentes couronnes. Antoine Augustin Parmentier expliquait en 1784 : « On désigne ainsi l'épi ou la fusée de maïs dépouillée de grains. Le papeton porte différents noms dans nos provinces : les Bourguignons & les Comtois l'appellent fuseau, panouille, ribeau, guilledon ; dans le haut Languedoc et dans le Béarn, il est connu sous le nom de charbon blanc. Dans quelques cantons du Royaume, le papeton sert à boucher les bouteilles ; mais il est trop poreux & point assez flexible pour contenir les liquides, sur-tout quand ils sont spiritueux. On courroit donc le risque de perdre son vin avec de pareils bouchons. »

### La croustade avignonnaise à la viande
La croustade avignonnaise à la viande est un mets de la cuisine provençale. Alors que les recettes actuelles ont été simplifiées, le Reboul fait part de préparations plus complexes : ainsi, pour une croustade à la grive, la farce est constituée d'un mélange de porc pilé et tamisé, et d'un salpicon liant « deux ou trois » truffes avec autant de jambon, le tout venant agrémenter la viande marinée prélevée sur des grives, cuite dans une pâte et arrosée d'une sauce à base de fond de grives.

### Le navarin en avignonnaise
Toujours parmi les mets de la cuisine provençale, le navarin en avignonnaise.

### L'Anis Pernod

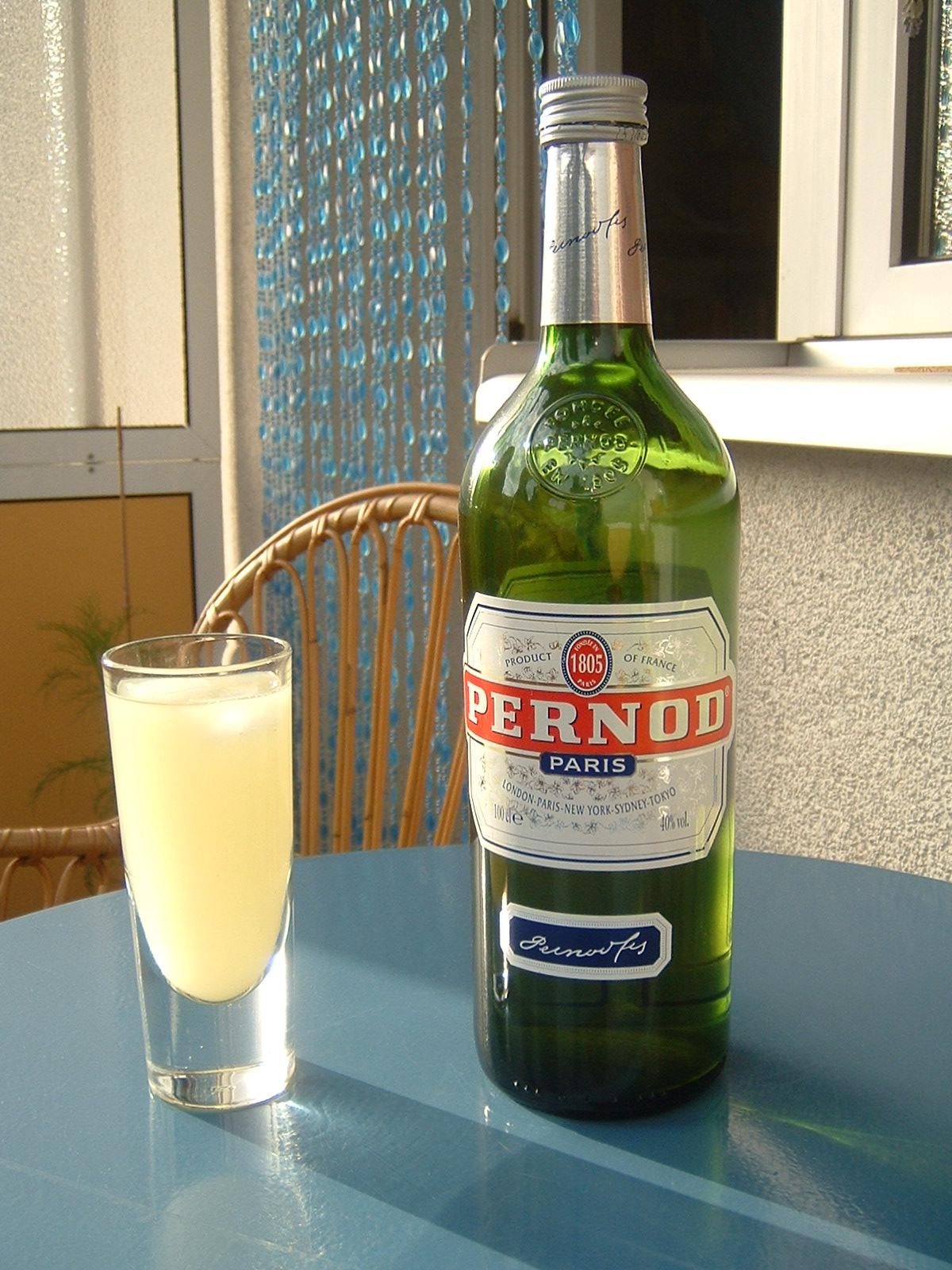
L'actuelle bouteille de Pernod.

En 1860, Jules-François Pernod fonde la société Jules Pernod, d'abord spécialisée dans l'extraction de la garance, qu'il transforme en 1872 en Société Pernod père et fils, puis à partir de 1884, il se lance dans la distillation de l'extrait d'absinthe dans son usine de Montfavet. La production d'absinthe initiée par Jules-François, et qui avait assis la fortune de la famille, commence à être la cible d'une vive campagne contre ses méfaits dès 1907. Sa production est interdite par une loi du Parlement français votée le 16 mars 1915. Successeur de son père à la tête de l'entreprise, Jules-Félix fonde en 1918 la marque Anis Pernod, qui produira le premier pastis commercialisé. Son usine de Montfavet met aussi en marché d'autres produits, anisés ou non, comme le vin Pernod, le Kunnel Korta, le Velours sans alcool, ou toute une gamme d'anis à 30, 32, 35 et 40°.

### Le ventoulet

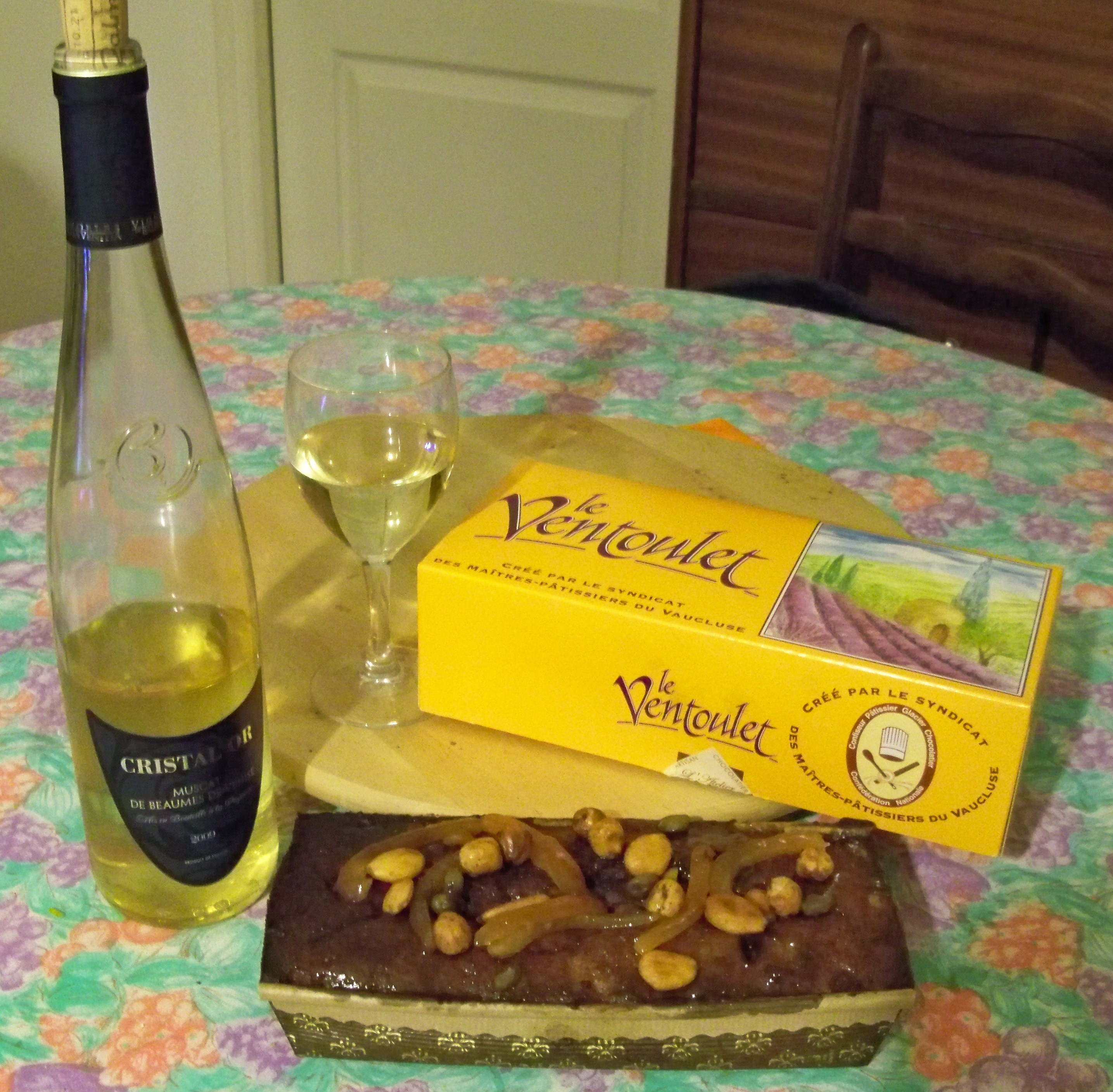
Le ventoulet.

Afin de rendre hommage aux produits de la région, l'union des artisans pâtissiers de Vaucluse a créé un « gâteau de voyage ». Ce dessert, confectionné sur la base d'une pâte de type financier, est agrémenté de muscat de Beaumes-de-Venise, d'abricots, et de miel de lavandes.

## Spécialités comtadines

### Le tian
Le tian est à l'origine un mets typiquement comtadin et qui a été adopté par une grande partie de la Provence, jusqu'à être aujourd'hui considéré comme une spécialité culinaire provençale.
Ce mets, qui nécessite une cuisson lente, est réalisé à base de légumes revenus au four. Au cours du Moyen Âge, il était placé dans le four banal, puis dans le four communal. Jusqu'au milieu du XXe siècle, ce fut le four du boulanger qui servit de substitut.

### La bohémienne
La bohémienne est parfois confondue avec la ratatouille, qui nécessite, elle, plusieurs légumes. Ce mets est réalisé uniquement avec des aubergines et des tomates coupées en morceaux et revenues dans de l'huile d'olive.
La bohémienne, comme la ratatouille niçoise, ne devient populaire qu'au cours de XIXe siècle. L'aubergine et la tomate étaient alors traitées comme des parents pauvres et ne figurent, dans L'Officine ou Répertoire général de pharmacie pratique publié en 1856 par François Laurent Marie Dorvault, qu'en annexe du paragraphe de la pomme de terre. « Nous mentionnerons ici deux autres solanacées comestibles ; ce sont : 1° la Mélongène, Mayenne ou Varengeane ; Solanum esculentum, Dun., s. melongena, L., dont les baies (mata insania) cylindriques, rougeâtres, sous le nom d'aubergines, sont mangées cuites ou crues en Provence et an Languedoc ; 2° le Lycopersicon ; Solanum lycopersicon, dont le fruit rouge ou jaune, à côtes, déprimé et acide, sert dans l'art culinaire sous le nom de tomate, ou de pomme d'amour. »

### Le berlingot de Carpentras
Spécialité de la ville de Carpentras, le berlingot est un bonbon dur et translucide, confectionné à base de sirop de fruits confits. Il se présente sous la forme de petites pyramides de différentes couleurs, et toujours striées de blanc.

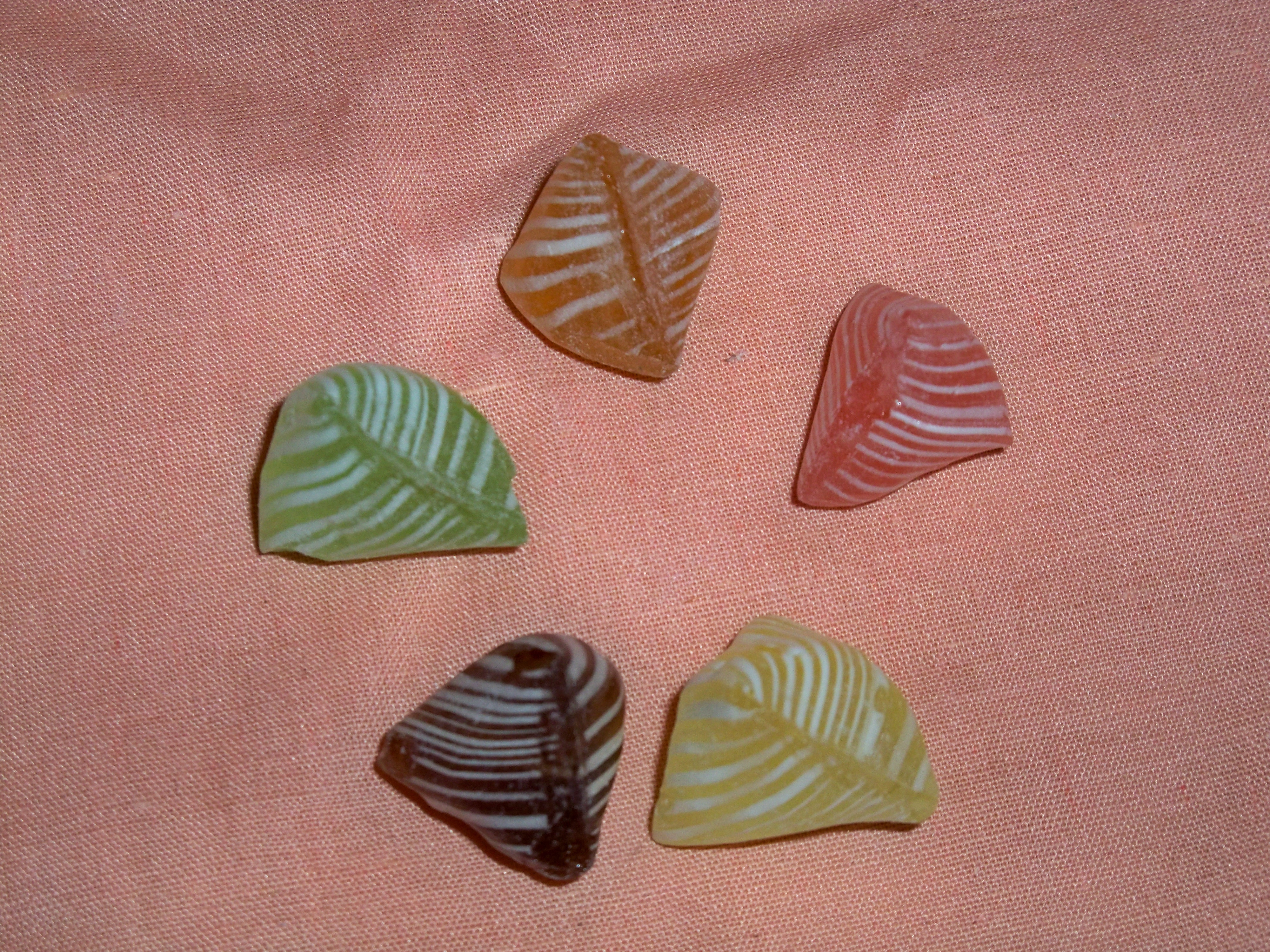
Berlingots de Carpentras.

### Croquant
Le croquant est un biscuit sec, souvent aux amandes, fabriqué majoritairement dans la moitié sud de la France. On trouve de nombreuses variétés de croquants : le croquant de Marseille (appelé aussi « casse-dents »), le croquant de Provence (amandes et miel), le croquant de Carpentras (amandes et olives), etc.

### La fraise de Carpentras
La fraise de Carpentras est une marque déposée depuis 1987. Trois variétés sont cultivées, la pajaro, la ciflorette et la gariguette. L'importance de sa production, qui dure jusqu'à la fin du mois de mai, classe le Comtat Venaissin en tête dans la région Provence-Alpes-Côte d'Azur. Sa culture a commencé à la fin du XIXe siècle, grâce aux possibilités d'irrigation offertes par la mise en eau du canal de Carpentras, dès 1857. Consommée en primeur sur tous les marchés régionaux et parisiens, elle fournit aussi les confiseurs (confiture, fraise confite, sirop, berlingot).
Chaque année, à la mi-avril, se déroule à Carpentras la Fête de la fraise, au cours de laquelle défile la confrérie de la Fraise de Carpentras, et qui permet aux gourmets de rencontrer les producteurs et de voir pâtissiers et confiseurs travailler le produit.

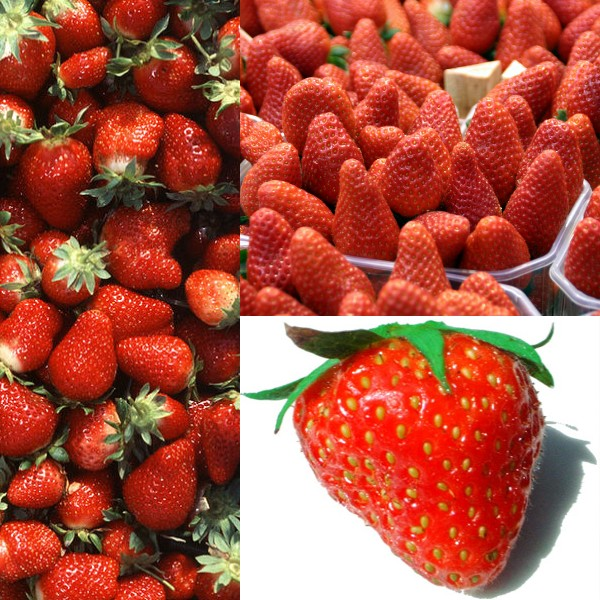
Les trois variétés de la fraise de Carpentras.
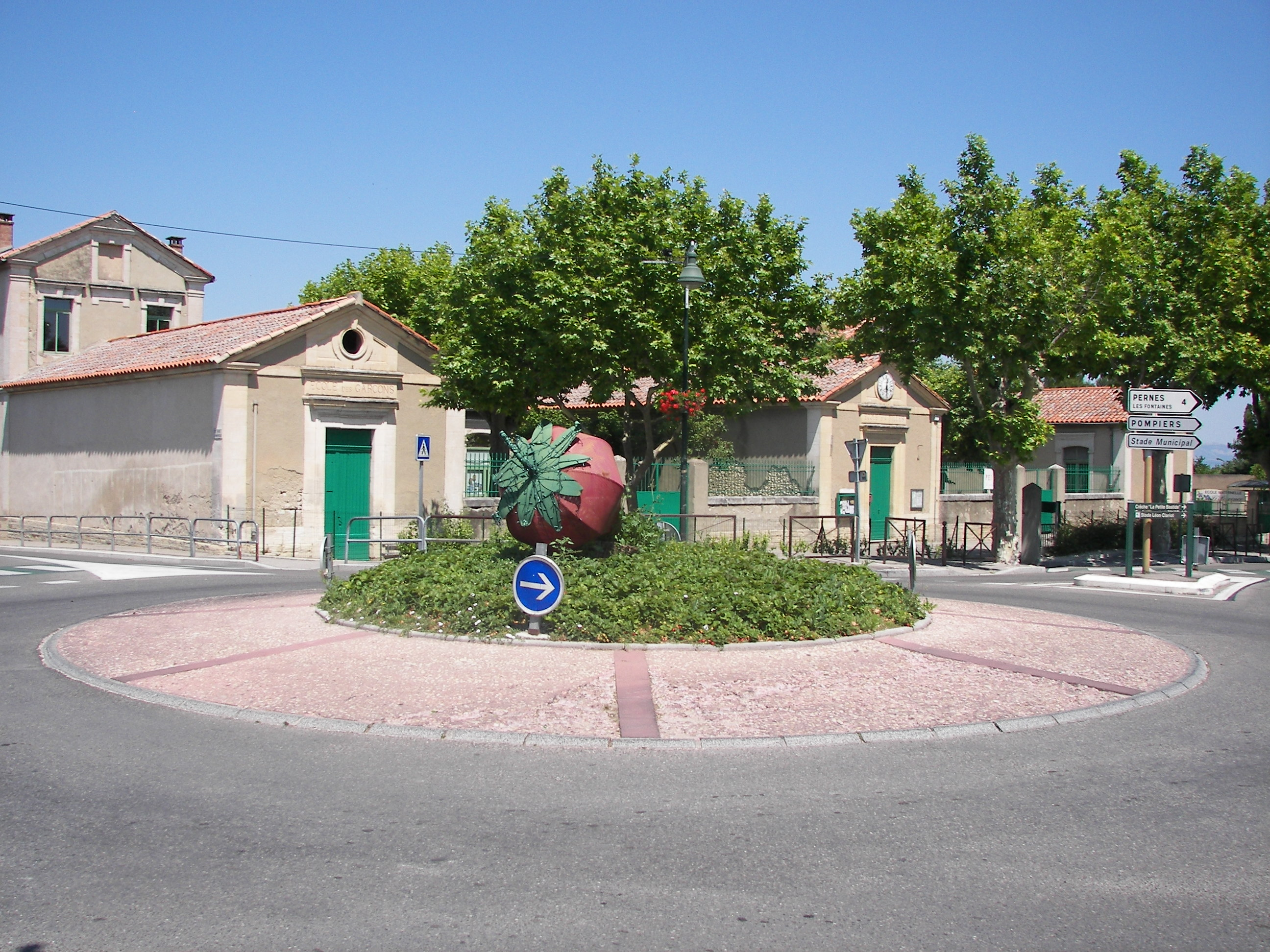
Rond-point de la fraise à Velleron, entre Carpentras et Pernes.

### Pâte de fruits

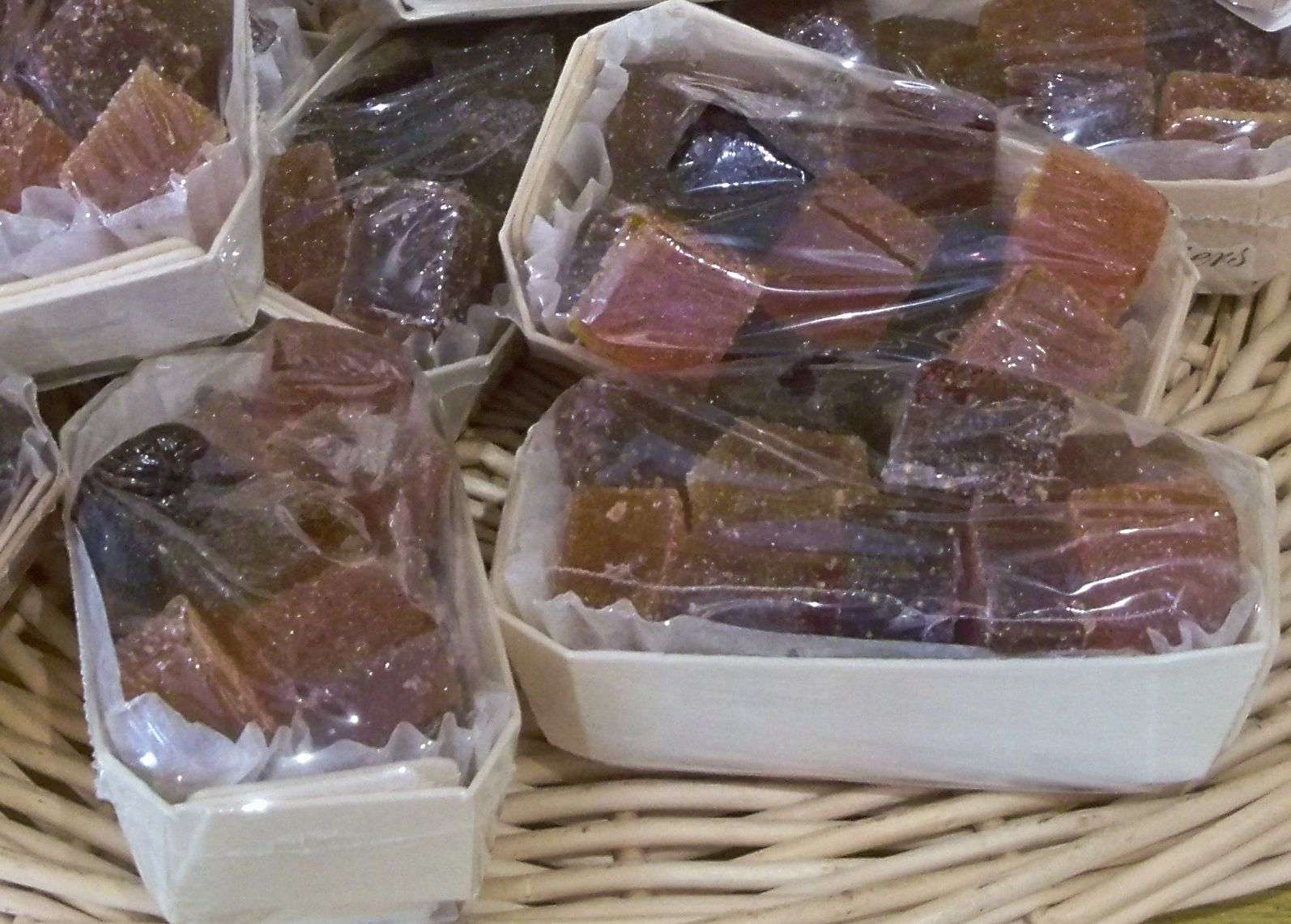
Pâtes de fruits de chez Sylvain, paysan-nougatier, à Saint-Didier dans le Comtat Venaissin.

La pâte de fruits est une confiserie obtenue à partir de fruits cuits avec du sucre. Il s'agissait à l'origine d'une méthode de conservation des fruits. L'invention des pâtes de fruits remonterait au Xe siècle. La région Auvergne a été l'une des principales régions productrices de pâtes de fruits en France. Elle est aujourd'hui supplantée par le Vaucluse qui en est devenu le premier producteur. Il existe de nombreux types de pâtes de fruits, les plus courantes étant la pâte de coing, d'abricot, d'agrumes, etc.

### La daube comtadine

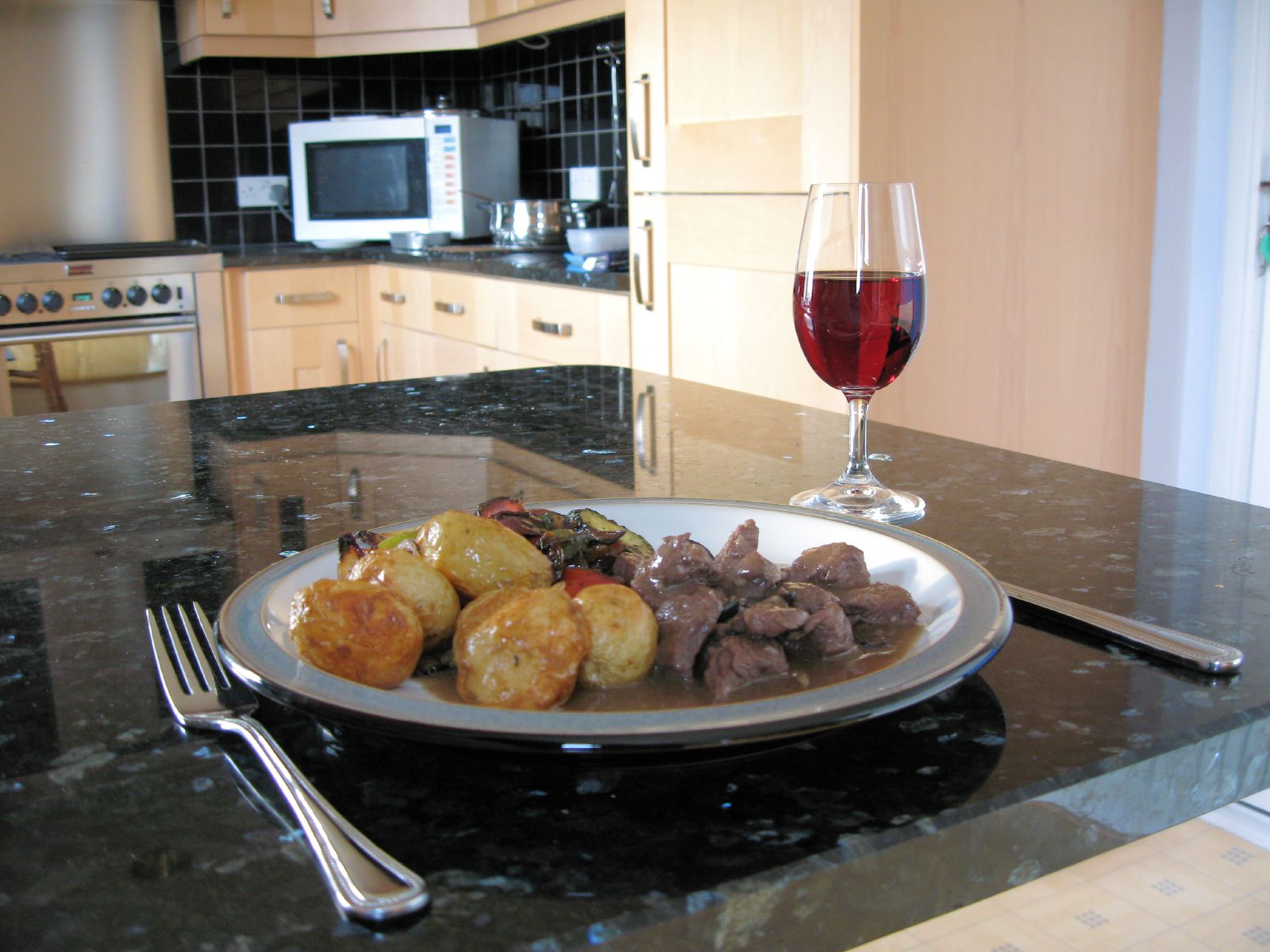
Daube comtadine.

La daube comtadine est une autre variante de la daube classique. Elle diffère de sa voisine d'Avignon, car il n'y a pas de carotte mais des olives. À l'extérieur du Comtat Venaissin, elle est le plus souvent connue sous le nom de daube d'agneau aux olives et au vin blancJ.-B. Reboul, dans sa Cuisinière provençale, donne à la daube comtadine la dénomination de ragoût de mouton. Il en décrit deux préparations, « à la bourgeoise » et « à la paysanne ». La seule différence réside dans le fait que, pour les gens de la ville, il conseille de filtrer, à mi-cuisson, la sauce au vin, et pour ceux de la campagne d'assaisonner « de haut goût ».

### Gigot pascal
Le gigot pascal est le mets du temps de Pâques, à base d'agneau ou de chevreau. Il est dénommé menoun en Provence. Dans les vallées alpines de l'Ubaye, du Queyras, de la Vésubie, du Champsaur et du Valgaudemar, il est cuisiné avec des choux, carottes et pommes de terre. Dans la vallée du Buech, il devient une sorte de blanquette, servie avec une salade des champs. En Basse-Provence, l'agneau peut être accommodé à l'ail, au romarin, au miel ou au citron, suivant les terroirs. Le gigot d'agneau des Alpilles est cuit à l'huile d'olive avec des gousses d’ail, du thym, du romarin et de la sarriette. Dans toutes les autres régions alpines et préalpines provençales, il est remplacé par un chevreau de lait accompagné de poivrons rouges.
Lors du passage de la mer Rouge, chaque famille du peuple hébreu avait sacrifié un agneau avant de traverser. Cette célébration était très ancrée chez les juifs comtadins de Carpentras, Cavaillon, L'Isle-sur-la-Sorgue et Avignon qui se faisaient un devoir, quand ils étaient éloignés, de revenir dans leurs carrières d'origine pour manger l'agneau pascal.

### La truffe

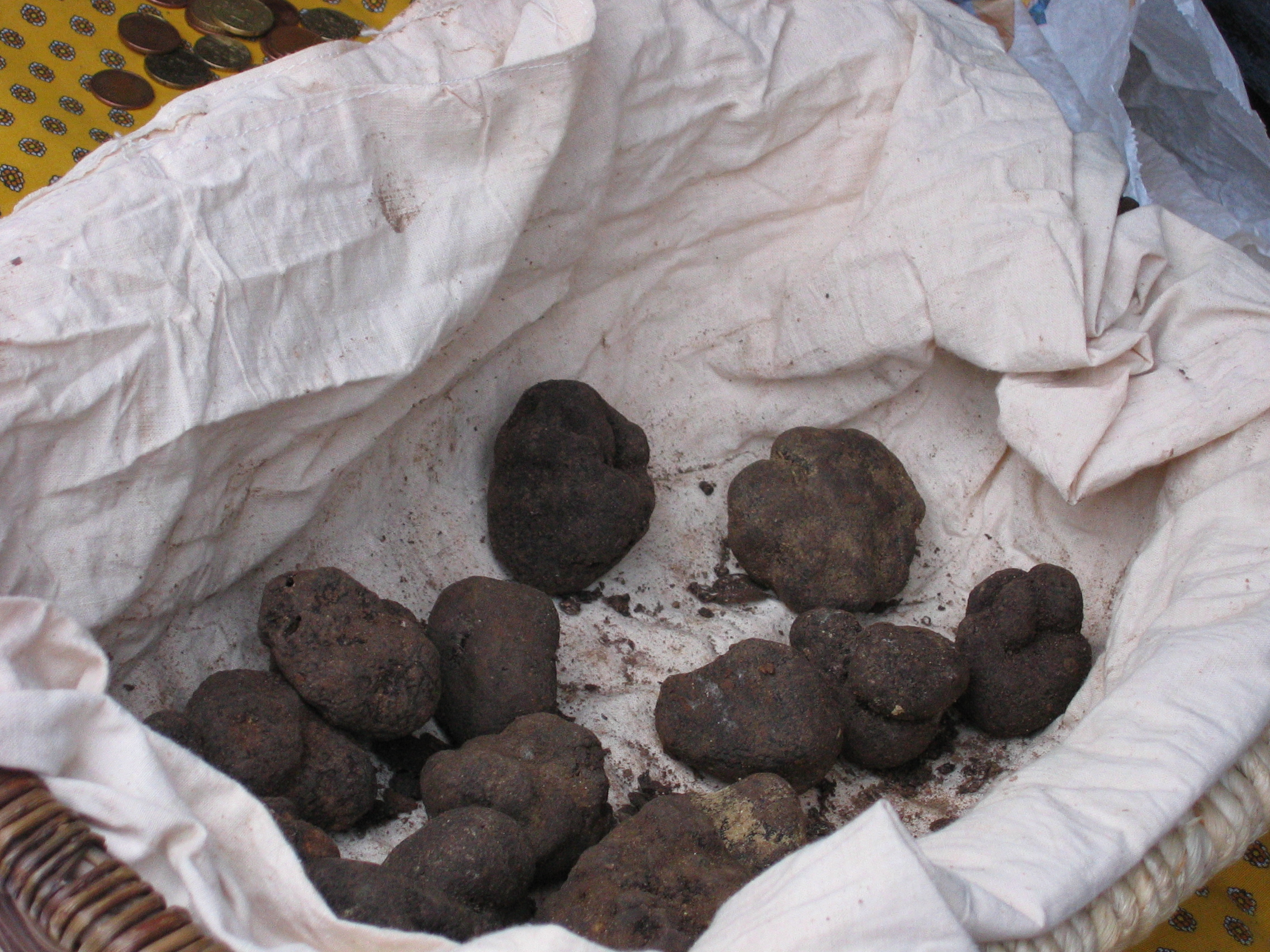
Panier de truffes du Ventoux.

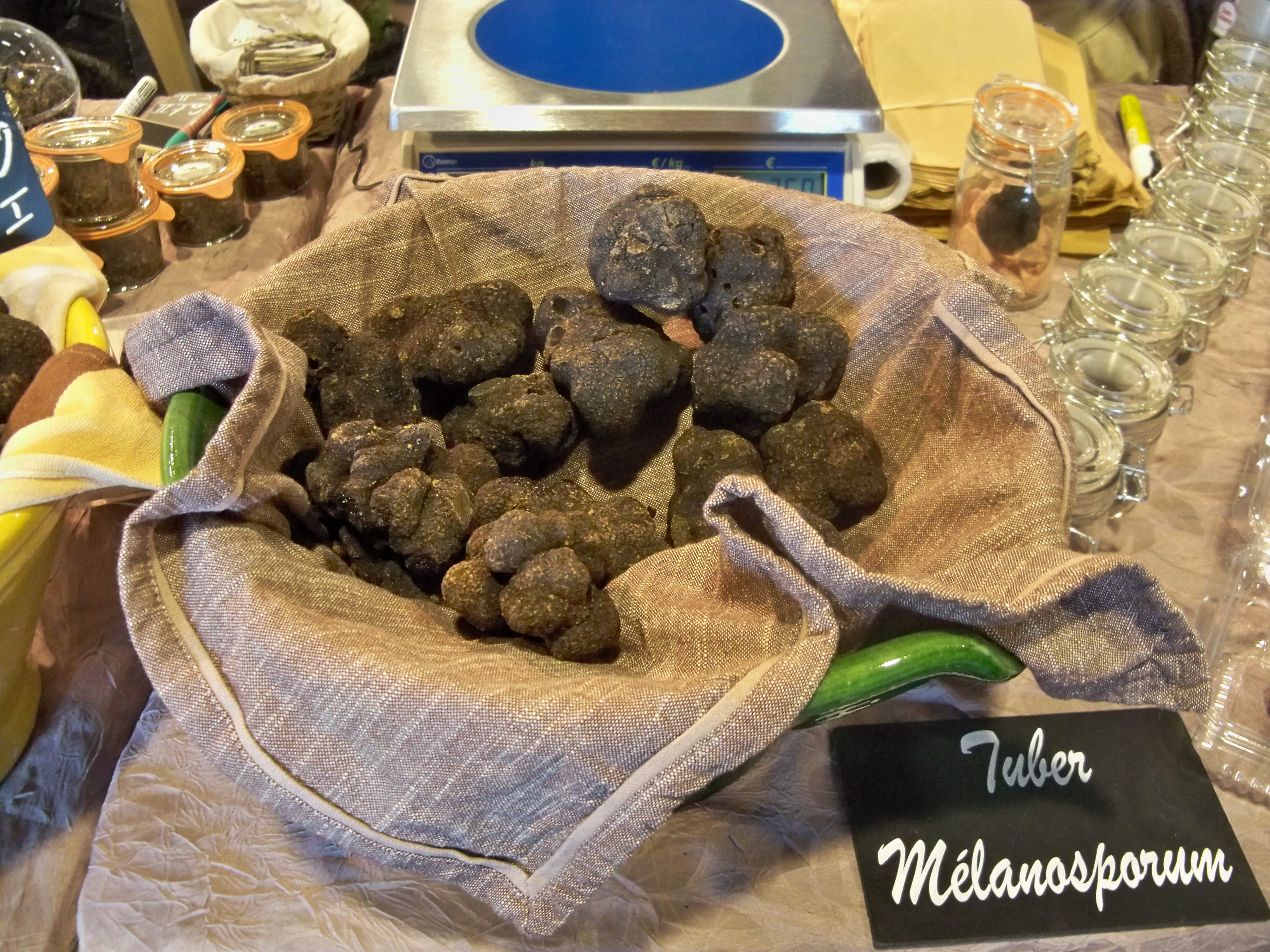
Tuber melanosporum au marché de Carpentras.

Le piémont du Ventoux est, avec le Tricastin voisin, le premier producteur en France de Tuber melanosporum. Son marché reste hors normes car c'est la seule production à échapper aux inspecteurs de l'administration fiscale, aucune transaction n'étant réglée par chèque. En saison, c'est le marché de Carpentras, un des plus importants de la région, qui fixe les prix. Depuis la fin novembre 2008, il se tient tous les vendredis dans la cour d'honneur de l'Hôtel-Dieu. Les rabassiers (trufficulteurs) y affirment, pour justifier les prix, que le « diamant noir » naît entre les pluies des deux Vierges. Les pluies doivent être abondantes entre l'Assomption (15 août) et la Nativité de Notre-Dame (8 septembre). C'est loin d'être faux, puisque les spécialistes ont vérifié qu'une bonne année dépend à la fois d'un fort ensoleillement estival suivi de pluies entre la mi-août et la mi-septembre.
La truffe du Ventoux se récolte entre 500 et 1 000 m d'altitude. Préférant les terrains calcaires, elle se développe toujours en symbiose avec le chêne blanc, ou vert, le frêne et le charme. Il est affirmé que les plus fines poussent à l'ombre du tilleul.
Les truffes entrent dans la préparation de nombreux plats. Elles sont insérées dans des pièces de boucherie, des volailles, des pâtés de foies gras, des pâtés en croûte ou en terrine. On les mêle également aux farces, ou à certaines sauces, ou encore aux pâtes (gnocchis truffés) ou aux bouchées à la reine. Entières, elles peuvent être cuites sous la cendre, braisées au vin, être l'unique composant d'un ragoût, ou encore, en lamelles, étuvées à la crème. Les truffes sont également utilisées dans des recettes à base d'œufs, de deux manières. L'une consiste à en saupoudrer de petites rognures dans une omelette. L'autre consiste à enfermer des œufs frais avec un morceau de truffe dans une boîte hermétique placée au réfrigérateur ; les œufs prendront rapidement le parfum de la truffe sans que l'on ait à entamer cette dernière.

### Le muscat du Ventoux

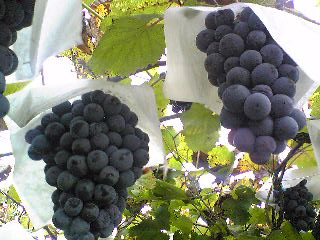
Grappes de muscat du Ventoux protégées par des cônes de papier.

Ce raisin de table est produit sur le piémont du Mont Ventoux depuis le XIXe siècle. Ce sont près de quatre cents producteurs répartis sur 48 communes de Vaucluse qui produisent annuellement 2 000 tonnes de muscat. Cette variété bénéficie depuis 1997 de l'AOC.
Le terroir où est cultivé ce raisin se situe sur des coteaux d'altitude supérieure à 200 m, sur les terrasses du Ventoux et dans la vallée du Calavon. Il se situe sur les cantons de Mormoiron, Pernes-les-Fontaines, Malaucène, Vaison-la-Romaine, Carpentras, Bonnieux, Apt, Gordes, Cavaillon et L'Isle-sur-la-Sorgue. Plus de 60 % des parcelles sont irriguées.
Reconnu appellation d'origine protégée par l'Europe, le muscat du Ventoux répond à un cahier des charges très précis, qui inclut le poids de la grappe (250 g), la richesse en sucre (16 à 18 %), le ciselage des grappes pour éliminer tout grain flétri, la présence de la pruine sur la peau du raisin, etc.

### L'origan du Comtat
L'origan du Comtat, liqueur, produite à base d'origan, est une spécialité de la Distillerie A. Blachère, une des plus anciennes de Provence, qui était alors installée à Avignon. Elle fut créée par Auguste Blachère, vers 1870, et devint rapidement l'un des digestifs les plus célèbres de France. Actuellement installée à Châteauneuf-du-Pape, la distillerie utilise toujours comme base de sa liqueur, la marjolaine, ainsi que 60 autres plantes poussant sur le piémont du Mont Ventoux. Outre ses qualités digestives, la liqueur semble avoir eu des qualités thérapeutiques, puisqu'elle se révéla efficace contre le choléra qui sévit à Avignon, de juin à juillet 1884.

### Le Sautel

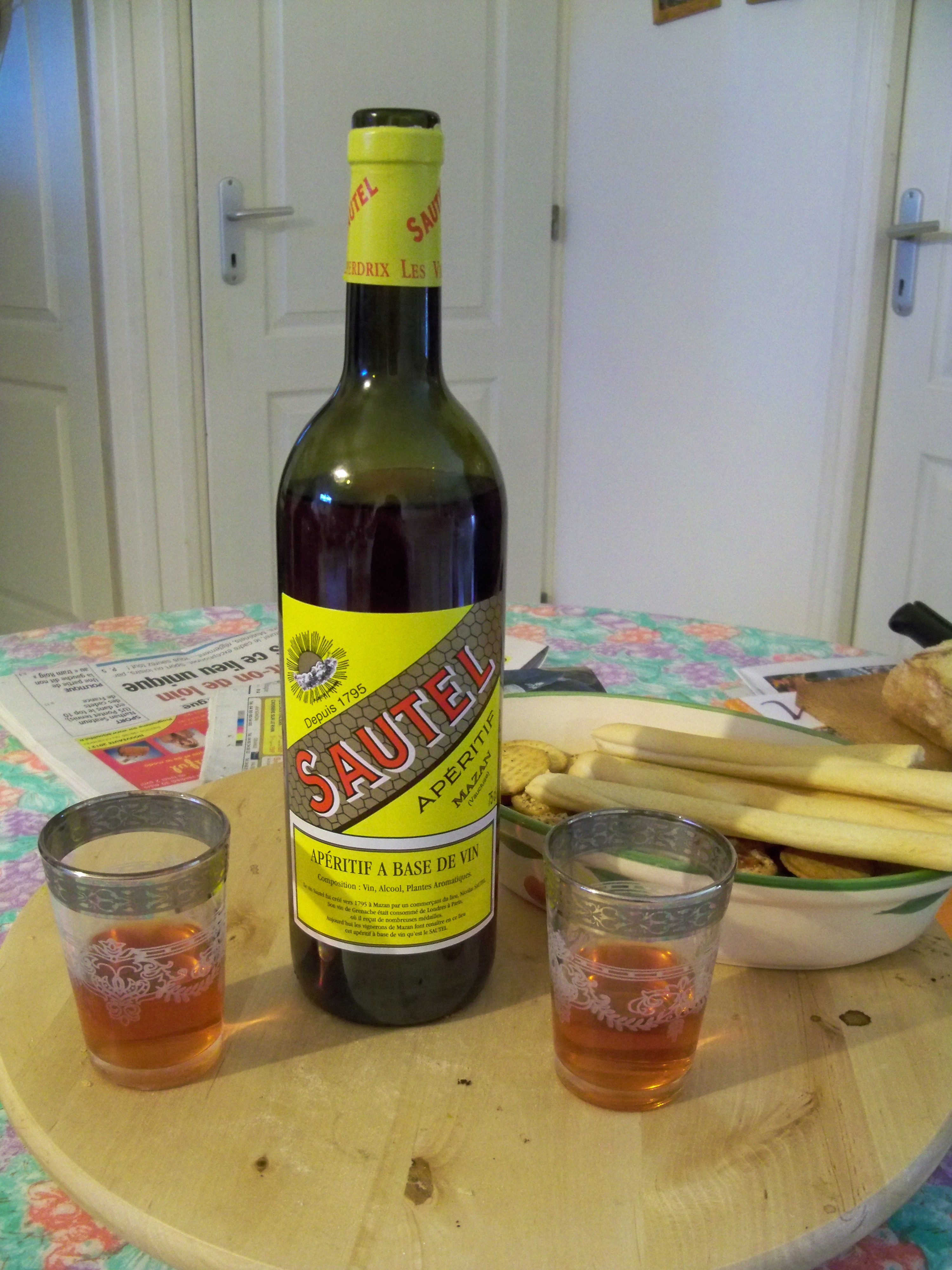
Bouteille de Sautel, mistelle élaborée à Mazan.

Le Sautel est une mistelle élaborée dans le Vaucluse par la cave des vignerons de Canteperdrix, à Mazan. Cet apéritif est fait à base de vin (cépage grenache) et d'écorces aromatiques. Sa première fabrication commerciale est due à Nicolas Sautel qui, en 1796, s'était porté acquéreur d'un couvent de Mazan. Dans celui-ci, il découvrit le secret de ce vin apéritif.
Ce vin devint très populaire au cours du XIXe siècle. Présenté lors des grandes expositions internationales, il remporta de nombreuses récompenses et médailles, en particulier, à Londres et à Paris.
Au cours des années 1960, la marque périclita à la suite du désintérêt porté par ses propriétaires respectifs. La commercialisation fut abandonnée, mais des herboristes continuèrent à vendre des sachets « prêts à l'emploi », pour une fabrication familiale.
Depuis 1997, son élaboration et sa commercialisation ont été reprises, à la suite d'une décision de son conseil d'administration, par la cave des vignerons de Canteperdrix à Mazan.

### Les eaux-de-vie de la Distillerie Manguin
Installée depuis un demi-siècle dans l'île de la Barthelasse, cette distillerie artisanale produit des eaux-de-vie blanches de fruits, en particulier la poire Williams.

### Marc de Provence
Le marc de Provence est une eau-de-vie obtenue par distillation de marc de raisin, provenant exclusivement de l’aire géographique de Provence-Alpes-Côte d'Azur, ainsi que de deux départements de la région Rhône-Alpes. Il bénéficie depuis 1942 d'une appellation réglementée,.

### Melon de Cavaillon au beaumes-de-venise

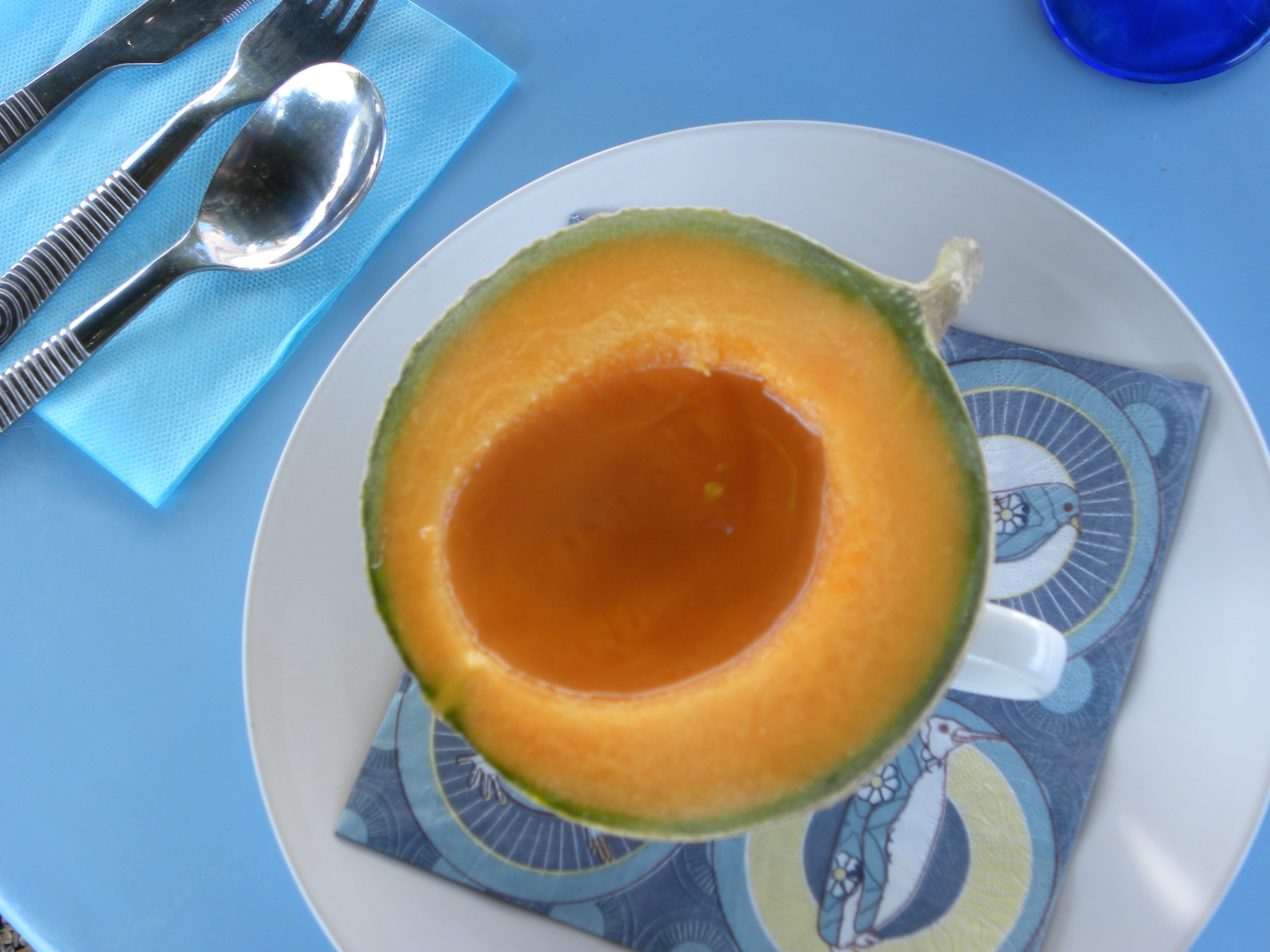
Melon de Cavaillon au beaumes-de-venise.

Le melon de Cavaillon au Beaumes-de-Venise est le mariage gastronomique de deux produits phares du Comtat Venaissin. Ils sont apparus tous deux au XIVe siècle, dans le sillage de la Cour des papes d'Avignon. En saison estivale, tant en entrée qu'en dessert, l'alliance entre les arômes du muscat de Beaumes-de-Venise et les saveurs sucrées du melon de Cavaillon, s'est imposée. Il suffit que le melon soit coupé en deux et épépiné, afin de remplir chaque cavité de muscat. Celui-ci doit imprégner, au frais et pendant une demi-journée, la chair du melon. Soit le melon est ensuite présenté tel quel, soit il est creusé, à l'aide d'une cuillère à pomme parisienne, pour former des petites boules placées dans une coupe, soit il est découpé en fines tranches et disposé en rosace sur une assiette.
Plus recherchée est la dernière préparation. Le muscat est placé au congélateur pour qu'il soit glacé. Il en est fait de même avec un sirop au citron et aux framboises. Cette préparation est ensuite répartie sur le melon coupé en fines lamelles, arrosé de beaumes avec, en accompagnement, le granité de muscat servi en coupe. Ce qui provoque l'enthousiasme de Mireille Guiliano : « For melon, Muscat is great, especially muscat Beaumes-de-Venise ».

### Sauce au vin muscat

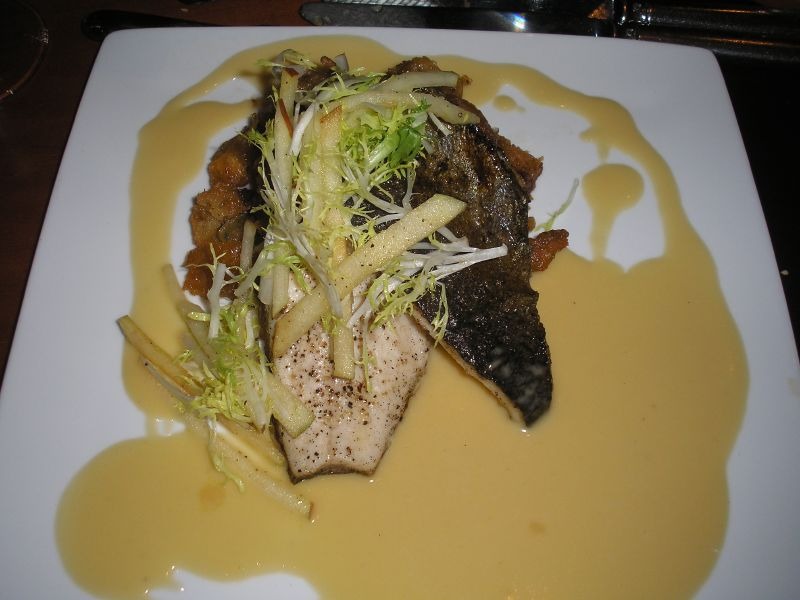
Truite à la vauclusienne.

La sauce au vin muscat est l'une des nombreuses déclinaisons culinaires du muscat de Beaumes-de-Venise. Ses arômes muscaté et de raisin frais le font aussi intervenir dans la préparation de cocktails, amuse-gueules, potages, entrées, poissons et crustacés, volailles et viandes, légumes et desserts.

### Truite à la vauclusienne
La truite à la vauclusienne doit son qualificatif à la fontaine de Vaucluse, située au pied d’une falaise abrupte de 230 m, sur la commune de Fontaine-de-Vaucluse. C'est la plus grosse source de France et la cinquième au rang mondial avec un débit d'eau annuel oscillant entre 630 et 700 millions de m3. Cette exsurgence sert de référence, en hydrogéologie, pour la caractérisation d'un type, appelé « source vauclusienne ». Elle donne naissance à la Sorgue, rivière de première catégorie, peuplée de truites. Ce mets est réalisé à base de truites, vin blanc, queues et pattes d'écrevisses, champignons, truffes, béchamel, jaunes d'œufs, panure, huile d'olive et beurre d'écrevisse.

## Spécialités provençales (Apt et Sault)

### Pain d'épeautre
Le pain d'épeautre est réalisé avec de la farine de petit épeautre. Si sa faible teneur en gluten fait qu'il lève peu, il est particulièrement savoureux par rapport aux autres céréales et possède d'excellentes qualités nutritives. L'épeautre, ou blé gaulois, est une céréale anciennement utilisée pour la fabrication du pain, puis remplacée par le blé pour des raisons de coût de production. Selon Hildegarde de Bingen, il y a plus de huit siècles : « L'épeautre donne de l'entrain à ceux qui en mangent un peu chaque jour, et met la joie au cœur. » Cette céréale est largement recommandée comme agent thérapeutique pour guérir diverses pathologies et, notamment, les maladies gastro-intestinales (diarrhées, colite ulcéreuse, maladie de Cröhn, maladie cœliaque, constipation, diverticulites, hémorroïdes) ; les affections liées à l'abus de laxatifs ; les allergies d'origine alimentaire ; les troubles du métabolisme ; les excès de lipides dans le sang ; la polyarthrite chronique ; la dépression. Le pain est fabriqué à base de farine d'épeautre, d'eau, sel et de levure.

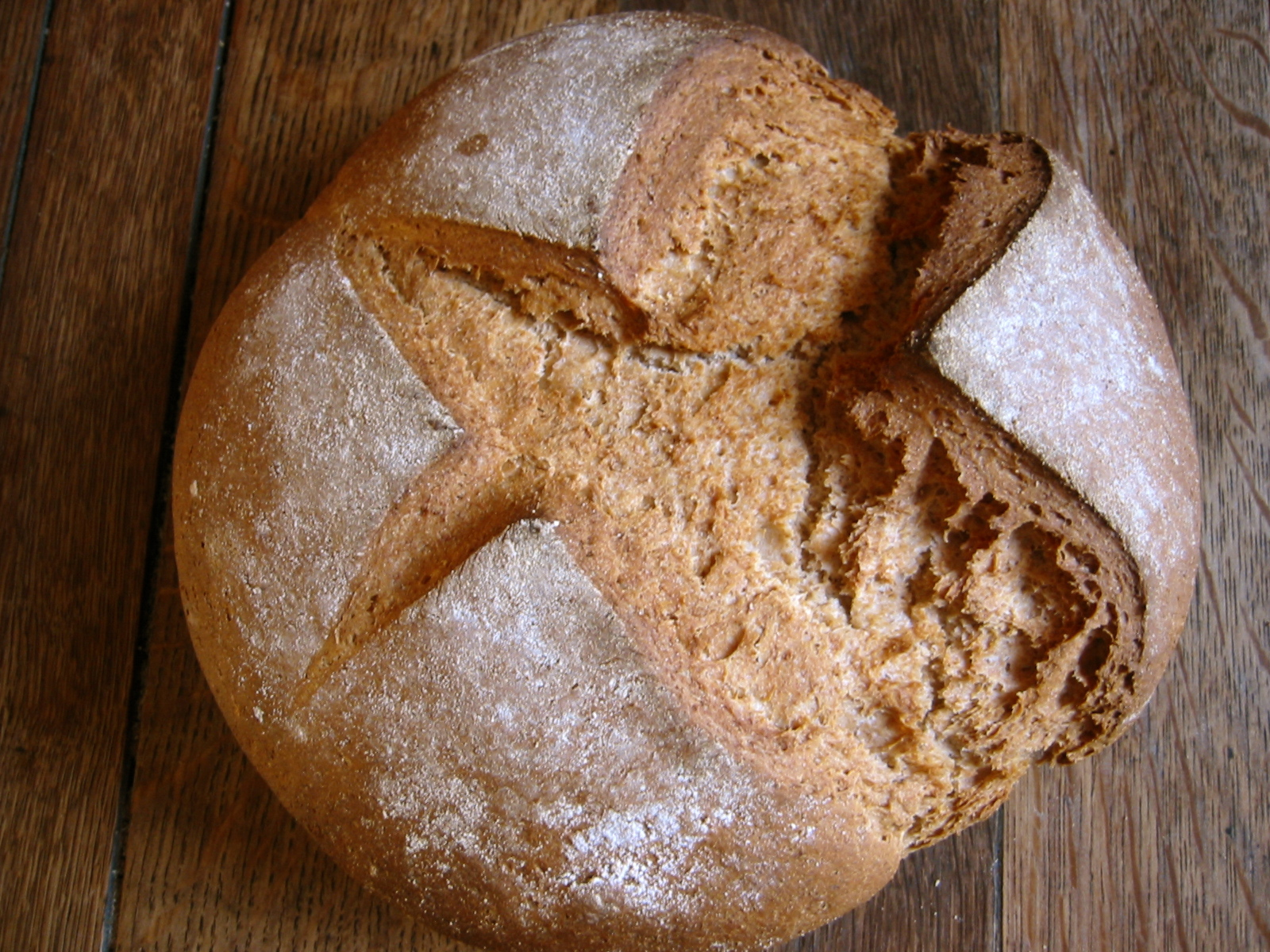
Pain d'épeautre.
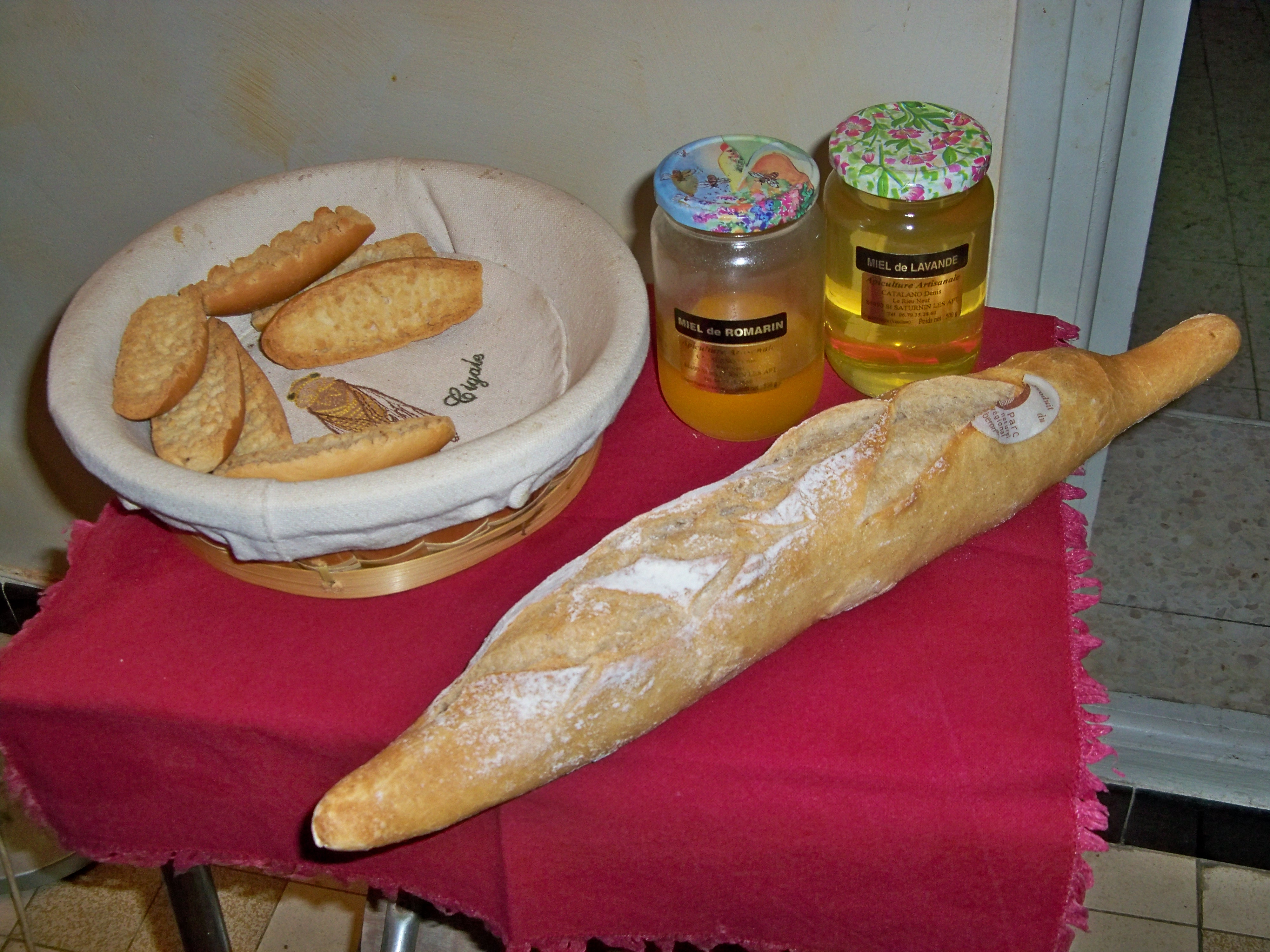
Pain du Luberon.
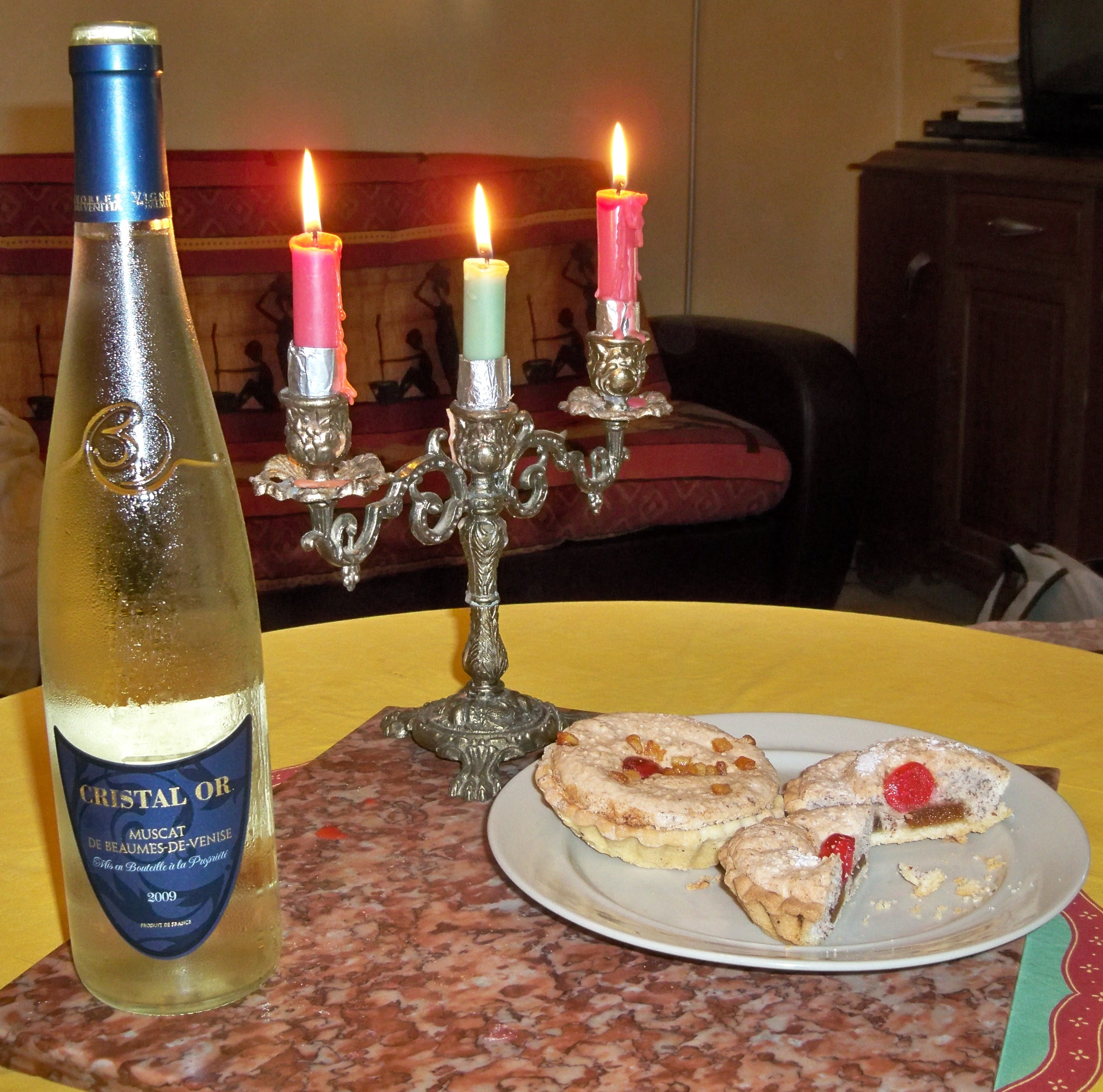
Galapian.

### Pain du Luberon
Le pain du Luberon au blé meunier d'Apt est fabriqué par des boulangers du Vaucluse et des Alpes-de-Haute-Provence. Ceux-ci ont obligatoirement signé une convention avec le parc du Luberon. Le but de ce partenariat est de promouvoir ce pain en même temps que les variétés anciennes. Les pains faits à base de blé meunier sont tous identifiés par une petite pastille de pain azyme, représentant le logo vert du parc. Cette initiative de création d'une marque a été soutenue par la Fédération nationale des parcs naturels régionaux de France, le 13 septembre 2007. L’appellation « pain du Luberon » a fait également l’objet d’un dépôt de marque à l'Institut national de la propriété industrielle (INPI). En 2010, trois boulangers à Apt, deux à Cavaillon, un à Roussillon, un à Manosque, un à Reillane et un à Saint-Étienne-les-Orgues commercialisent ce pain.

### Pain-coing

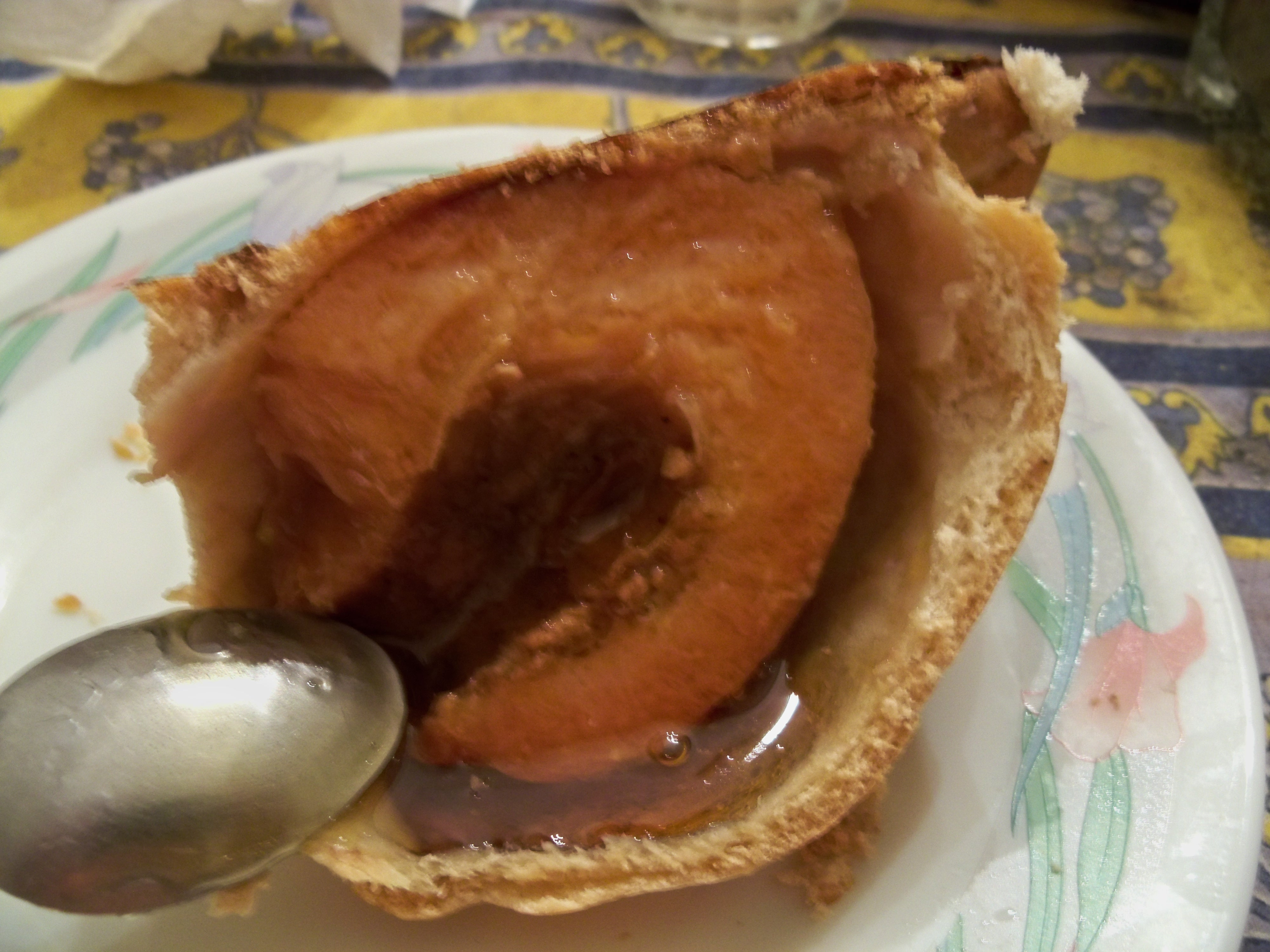
Pain-coing prêt à être consommée avec du miel.

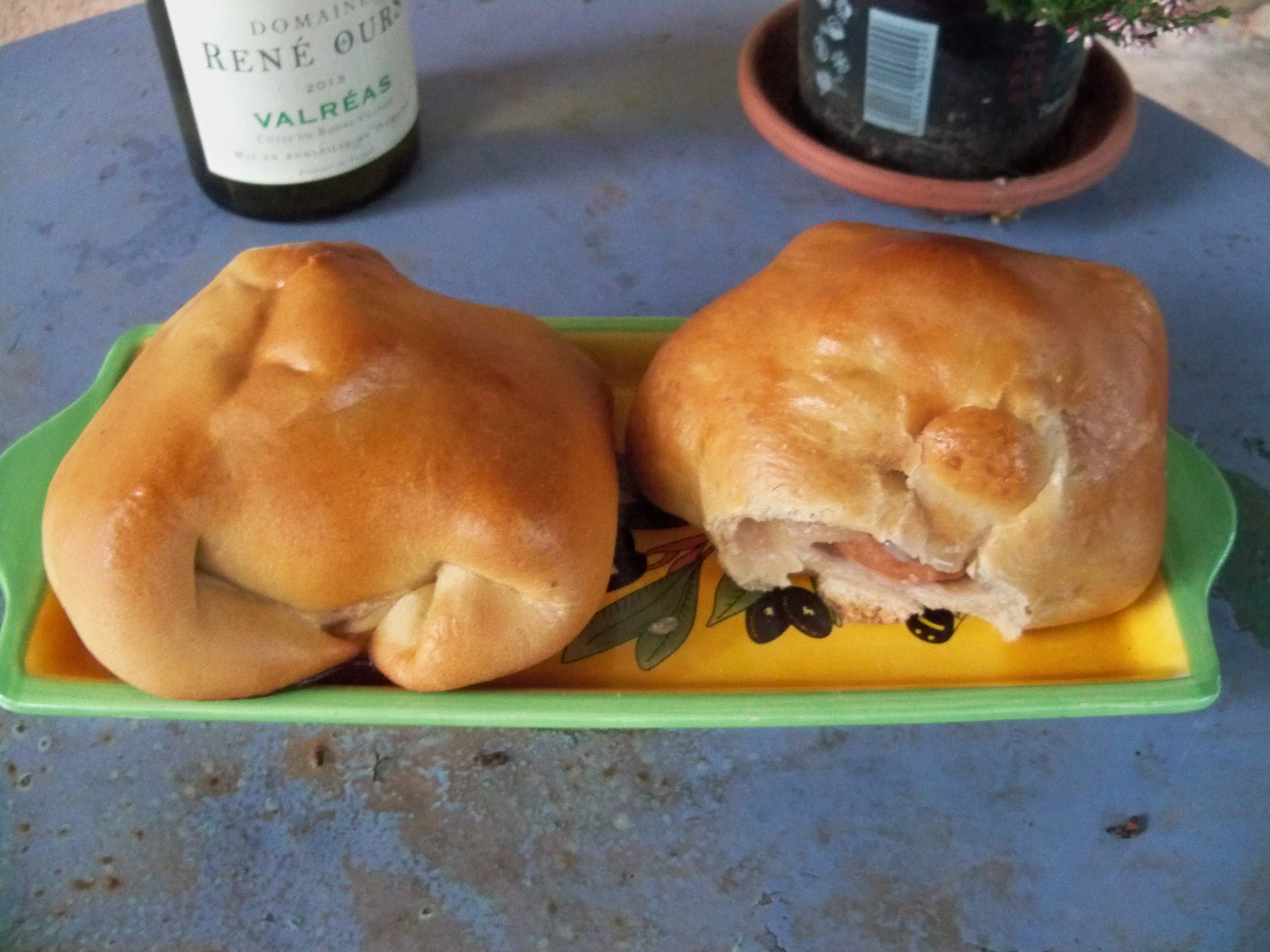
Pain-coing.

Le pain-coing est une pâtisserie provençale qui est élaborée à base de pâte à pain et de coing. Ce mets automnal est fabriqué aussi bien en boulangerie qu'en pâtisserie, ou familialement. Il se trouve principalement dans le Vaucluse, les Bouches-du-Rhône, la partie rhodanienne de la Drôme, de l'Ardèche et du Gard, en Drôme provençale et dans la partie méridionale des Alpes-de-Haute-Provence.
Le fruit qu'il utilise est le coing de Provence qui « se distingue des autres coings par sa taille plus petite, sa forme plus régulière, son parfum agréable et persistant, sa couleur jaune vif à maturité avec, occasionnellement, des traces un peu verdâtres sur le côté resté à l’ombre ». Dénommé pan coudoun en Provence, c'était « un régal réservé aux pauvres qui attendaient la fin de la cuisson du pain au four banal pour amener leurs sucreries ». Puis il devint le régal des petits écoliers, sa consommation commençant à la rentrée des classes et se faisant à l'heure du goûter. Les enfants surnommaient leur pain-coing, le « pingouin ».

### Galapian d'Apt
Le galapian d'Apt est un gâteau dont la recette, qui date de 1994, a été concocté par le maître-pâtissier Alain Bouchard lors d'un concours organisé par la Confrérie du fruit confit d'Apt. Il est réalisé à base de farine meunière du pays d'Apt, de poudre d'amandes, d'œufs, de sucre, de miel de lavande et de fruits confits. À la dégustation, il se marie parfaitement avec un verre de vin cuit ou de muscat de Beaumes-de-Venise.

### Confiture de pastèques
La confiture de pastèques est une spécialité des confiseurs de la Provence occidentale. Elle est réalisée à base de gigérines et de zestes de citrons. Sa fabrication, restée longtemps ménagère, est actuellement industrialisée. La chair de cette pastèque à confiture est verdâtre et contient des graines rouges. Cette cucurbitacée est relativement pauvre en vitamines et ne présente pas de valeurs nutritives particulières. Elle porte le nom de « confiture de citres », dans l'arrondissement d'Apt, et de « confiture de mérévilles », dans celui de Carpentras.

### Les fruits confits d'Apt
Les fruits confits d'Apt, confiseries glacées au sucre, sont utilisés en pâtisserie pour la décoration des gâteaux. La préparation consiste à remplacer, par osmose, l’eau du fruit par du sucre qui en assurera la conservation. La production est essentiellement faite avec des cerises, melons, abricots, figues, poires, prunes, clémentines, ainsi que de l'angélique, faite à partir de la tige épaisse de cette plante, des écorces d'orange et de citron, du cédrat ou de l'ananas.

### Escargots à la provençale

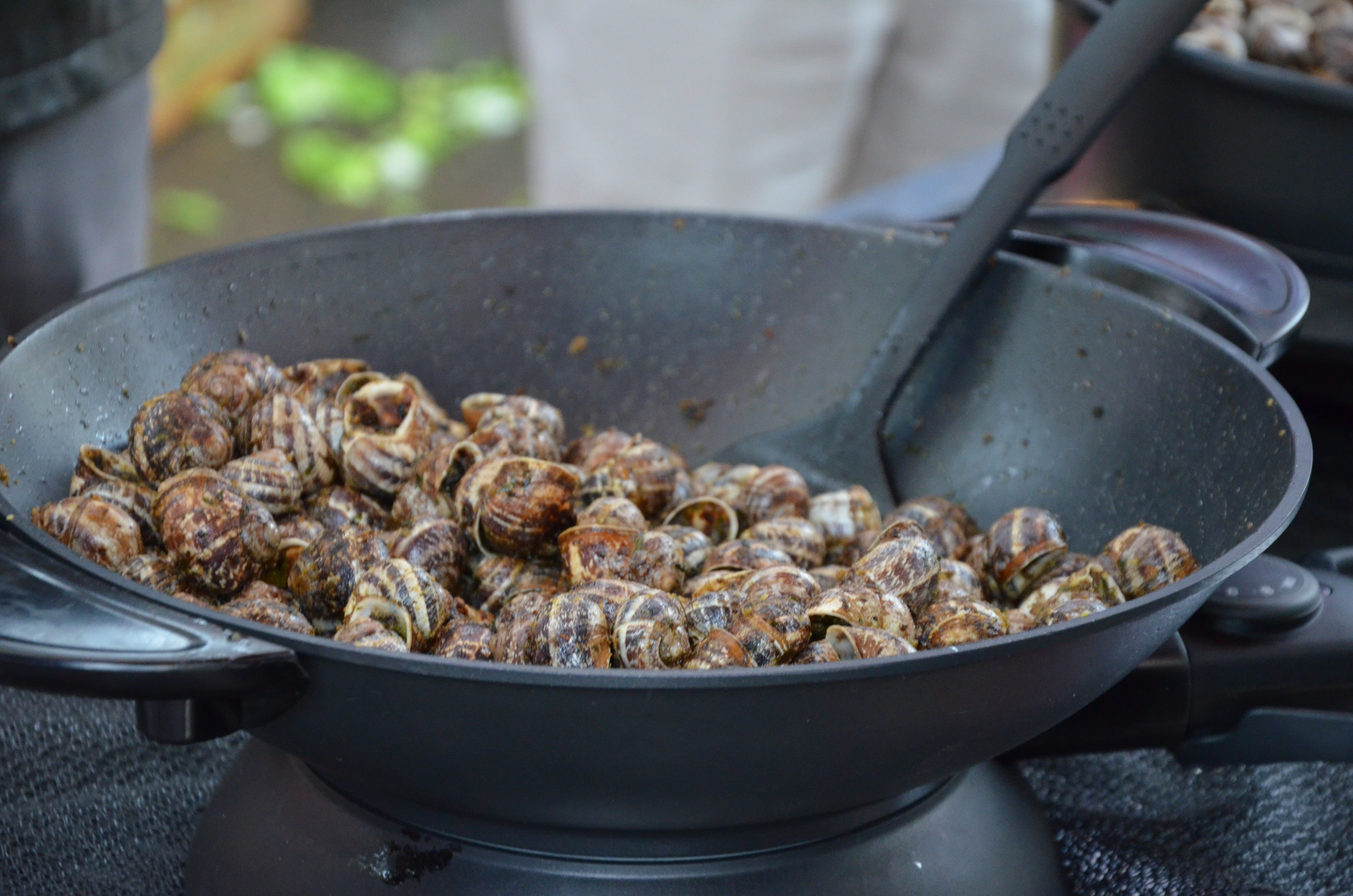
Escargots à la provençale.

Les escargots à la provençale sont un des mets les plus traditionnels de la Provence. Ce sont des mourguettes, ou petits-gris de Bourgogne, qui se consomment accompagnés d'un aïoli, ou d'une sauce tomate faite maison.
Les fouilles archéologiques ont montré que la consommation des escargots est attestée depuis au moins -8500 ans. C'est ce qu'a prouvé Max Escalon de Fonton dans la vallée de l'Huveaune. Sur le site du Serre 1, à Roynac, dans la vallée de la Valdaine, furent trouvées en quantité des coquilles d'escargots de Bourgogne. Leur consommation s'est étendue du Néolithique cardial, naissance de l'agriculture, au Bronze final, constitution de l'habitat groupé.
Fernand Benoit a souligné que ce type d'escargots était très abondant pendant la période des moissons, donc lié aux pratiques agricoles. Ces petits-gris sont d'ailleurs baptisés, en provençal, cacalaus meissounenco. Ils passaient pour rendre les enfants « gras et poupinez ».
Au cours des moissons, ces escargots étaient consommés sur place à la mi-journée, accompagnés d'un aïoli ; le soir, à table, ils se mangeaient avec une sauce tomate dans laquelle entraient de l'huile d'olive, du vin blanc, des oignons et de la chair à saucisse. La recette actuelle n'a pas varié.

### Le nougat de Sault

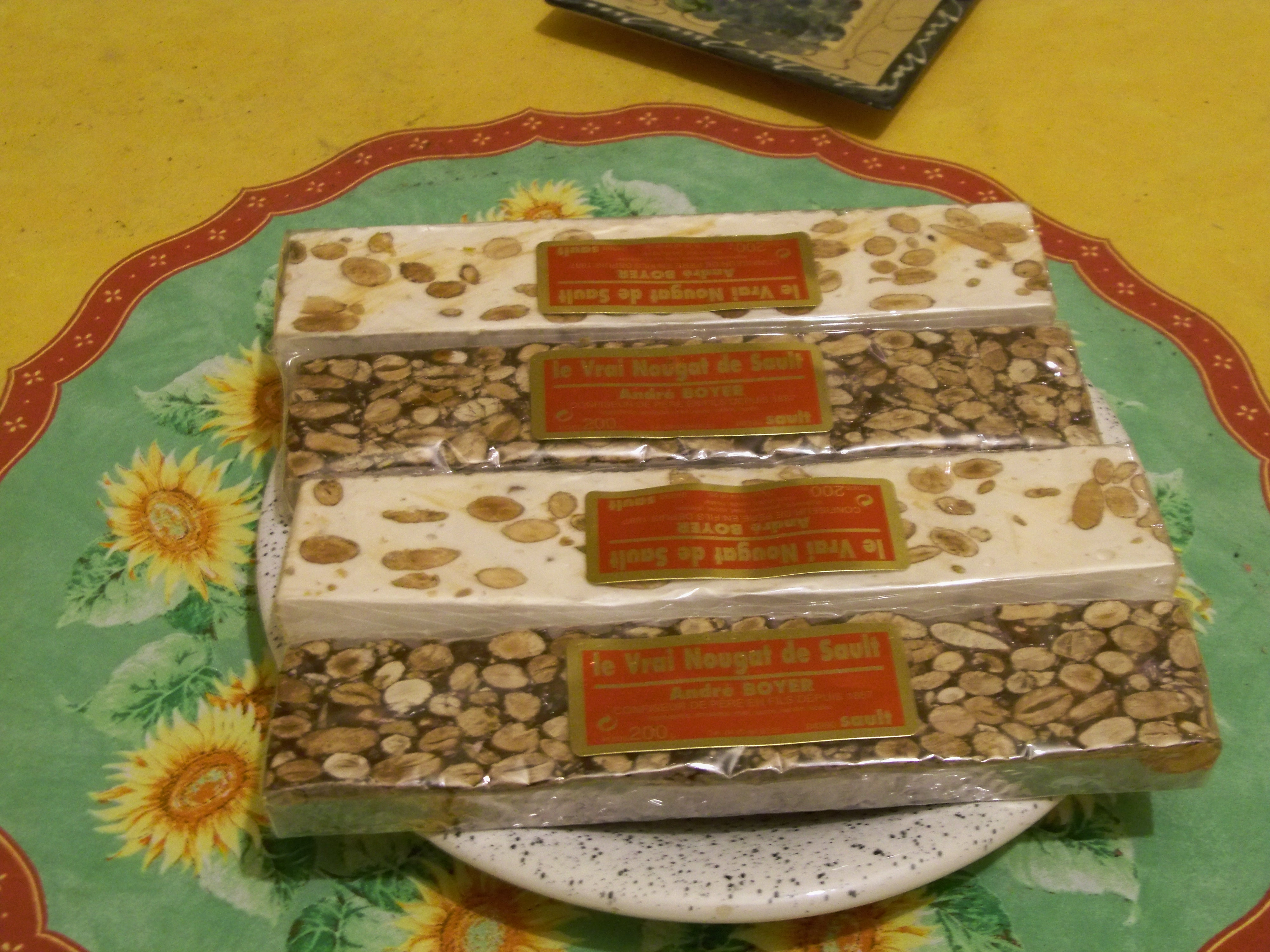
Nougats de Sault.

Le nougat de Sault est une production traditionnelle qui est toujours perpétuée, depuis 1887, par la Maison Boyer de Sault. Ce nougat est élaboré à base de blancs d'œufs battus en neige, de miel de lavande et d'amandes récoltées sur le plateau d'Albion et en Haute-Provence. Il est présenté en blanc et en noir entre deux plaques de pain azyme.

### L'épeautre
Le petit épeautre est un blé rustique dont les archéologues ont retrouvé la trace dans des couches datées de 9 000 ans avant notre ère. Cette céréale se complaît dans des sols pauvres et accepte des hivers longs et froids. Elle se sème en septembre-octobre et son cycle végétatif est de onze mois. Cette culture, très populaire sur le plateau de Sault et les pentes du Ventoux jusqu'au XIXe siècle, a été reprise dans les années 1980. Dans le cadre de la SICA « Céréales Ventoux », une cinquantaine de producteurs approvisionnent un marché qui absorbe 200 tonnes par an. Cette céréale est utilisée pour faire la soupe d'épeautre, accompagner des viandes et des poissons, en lieu et place du riz ou du boulghour, et pour réaliser des desserts dont la crème brulée à l'épeautre.

### Le melon de Cavaillon

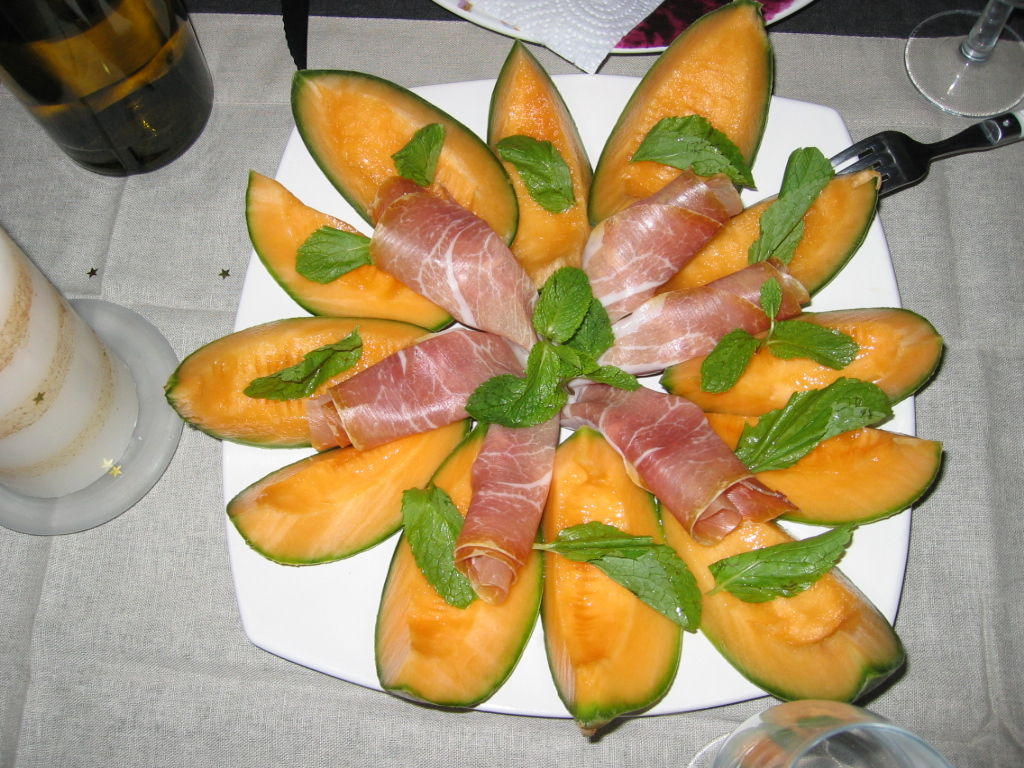
Le melon est souvent présenté avec du jambon cru.

Le melon de Cavaillon est une désignation qui recouvre des variétés de différentes provenances, suivant les époques de l'année. Cette variété est couramment dite melon de Cavaillon, ou melon charentais. Mais il existe aussi le « melon tranché de Cavaillon », le « melon allongé de Cavaillon » et le « melon d'hiver de Cavaillon ». Longtemps produit sur la commune de Cheval-Blanc, voisine de Cavaillon, lieu d'expédition, ces melons sont cultivés actuellement à Monteux et sous serres.
Leur célébrité date du XIXe siècle, surtout par la possibilité de les faire parvenir rapidement à Paris par chemin de fer. Alexandre Dumas les appréciait particulièrement. Il fit d'ailleurs don, en 1864, à la bibliothèque de la ville de Cavaillon, de la totalité de son œuvre publiée, en échange d'une rente viagère de douze melons par an. Le Conseil Municipal prit un arrêté en ce sens et la rente fut servie au romancier jusqu'à sa mort en 1870.

### L'asperge de Lauris

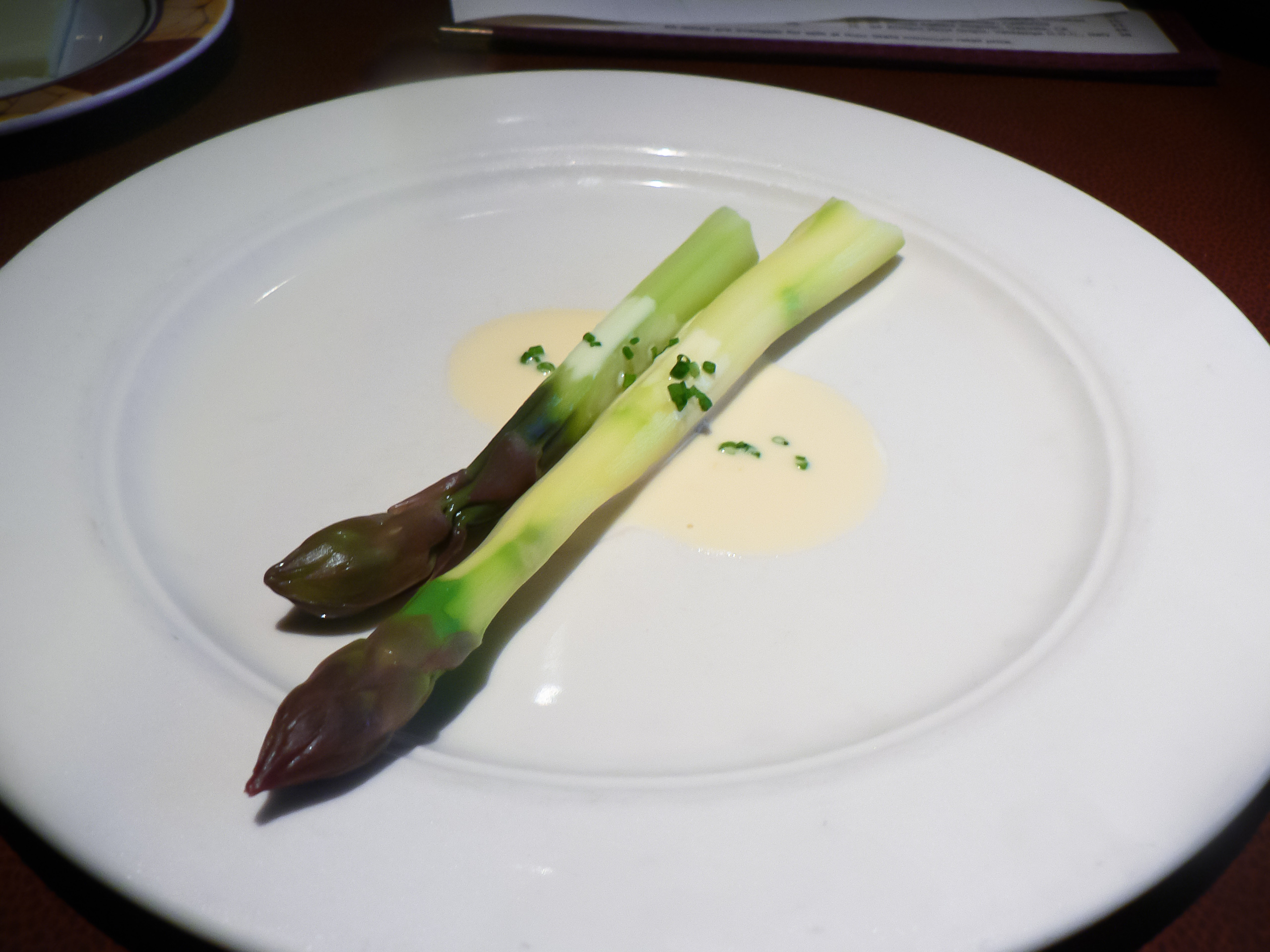
Asperges de Lauris accompagnées d'une sauce au beurre blanc.

L'asperge verte de Lauris est une asperge, dite hâtive, dont la production est concentrée au sud du massif du Luberon, entre Lauris et Cavaillon. Cette variété fut initialement cultivée sous châssis jusque dans les années 1950. Cette pratique très onéreuse a laissé place à la plasticulture où les plants sont couverts de bâches plastiques noires.
En effet, la différence entre l'asperge verte et l'asperge blanche vient du forçage et de la privation de la lumière. Cette technique fut maîtrisée en France à partir de 1830, et popularisée en Provence dans les années 1880. En pleine Belle Époque, ce type de production, qui arrivait rapidement par chemin de fer aux Halles de Paris, conquit les chefs des plus grands restaurants.
Aujourd'hui, en dépit de la concurrence du Gard et de l'Hérault, ce sont 6 000 tonnes qui sont toujours produites sur la rive droite de la Durance. Cette production place la région PACA au troisième rang en France avec 12 % du tonnage. Sur place, ce premier légume de printemps se déguste avec une anchoïade, une vinaigrette ou une sauce au beurre blanc, dans les restaurants. Il entre aussi dans les tourtes et les pâtés de légumes. Les pointes d'asperges sont servies en omelette.

### Miel de Provence

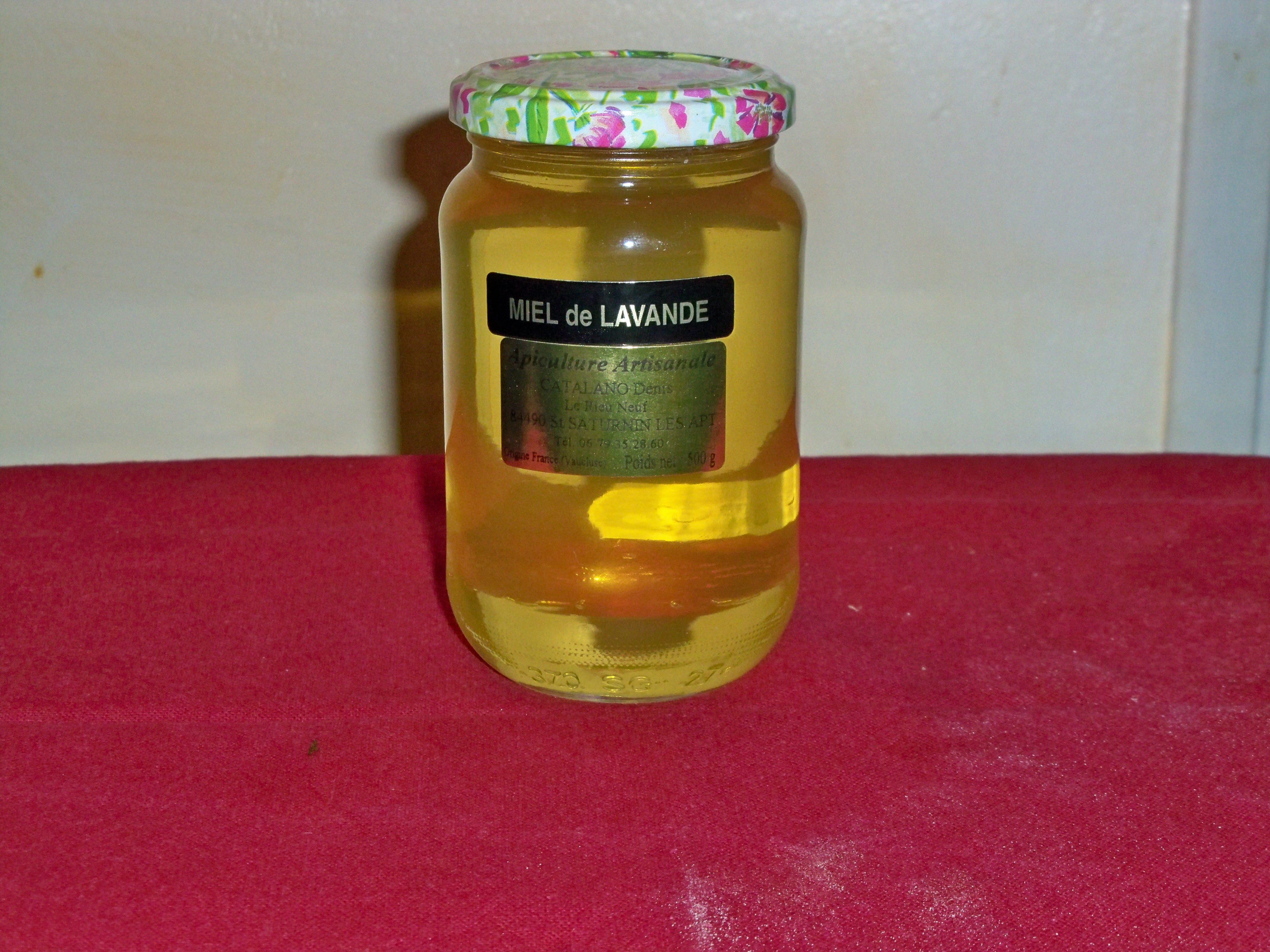
Miel de lavande du plateau d'Albion.

Le miel de Provence est protégé par un Label rouge associé à une indication géographique protégée, tant pour le miel toutes fleurs que pour le miel de lavande et lavandin. L'apiculture mobilise nombre de producteurs. Ils sont estimés à 4 500 dont 700 possèdent entre 70 et 150 ruches. La production régionale est de 2 000 T/an, soit 8 % de la production nationale. Nombre d'entre eux pratiquent la transhumance selon un trajet allant du littoral vers la Haute-Provence. L'été est la saison privilégiée pour le miel de lavande et les ruches sont installées dans une zone limitée au nord par une ligne Montélimar/Digne avec, au sud, le mont Ventoux, le plateau d'Albion, la montagne de Lure, les monts de Vaucluse et le massif du Luberon. Le miel toutes fleurs est élaboré dans une vaste zone limitée par Nîmes, Montélimar, Gap, Digne, Nice, Toulon, Marseille et Avignon.

### Ortolans à la provençale
Les ortolans à la provençale sont un mets dont Alexandre Dumas donna la recette dans son Grand dictionnaire de cuisine, paru en 1873. La chasse et la commercialisation des ortolans étant interdites depuis la fin du XXe siècle, la façon de préparer ce plat est entré dans l'histoire de la gastronomie tout en sortant des assiettes des gourmets. Le romancier indiquait : « Prenez autant de grosses truffes que vous en pourrez trouver ; prenez autant d'ortolans que vous aurez de truffes, coupez vos truffes en deux, creusez-y une place pour votre ortolan, placez-le, enveloppé d'une double barde très mince de jambon cru, légèrement humectée d'un coulis d'anchois ; garnissez vos truffes d'une farce composée de foies gras et de moelle de bœuf : liez-les de façon que vos ortolans n'en puissent sortir. Rangez vos truffes garnies d'ortolans dans une casserole à glacer ; mouillez avec une demi-bouteille de vin de Madère et même quantité de mirepoix ; faites cuire pendant vingt minutes à casserole couverte ; égouttez les truffes, passez le fond à travers le tamis de soie, dégraissez et faites réduire de moitié ; ajoutez de l'espagnole et faites réduire jusqu'à ce que la sauce masque la cuiller, passez-les à l'étamine, dressez vos truffes en buisson, et servez la sauce à part. »

### Quatre mendiants
Les quatre mendiants, font partie de la composition des treize desserts en Provence. Ces fruits secs représentent les différents ordres religieux ayant fait vœux de pauvreté, noix ou noisettes pour les Augustins, figues sèches pour les Franciscains, amandes pour les Carmes et raisins secs pour les Dominicains.
Frédéric Mistral (1830-1914), donne la définition de ce que sont les quatre mendiants en Provence, « figues, noix, amandes et raisins secs ». Il précise que ces mendiants sont aussi dénommés pachichòis, d'Avignon à Marseille.

### Treize desserts
|  |  | pommes poires melon vert nougat noir et nougat blanc fruits confits calissons | pommes poires melon vert nougat noir et nougat blanc fruits confits calissons |  |  | gibassié oreillettes dattes « quatre mendiants » : noix et noisettes, figues sèches, amandes et raisins secs | gibassié oreillettes dattes « quatre mendiants » : noix et noisettes, figues sèches, amandes et raisins secs |

|  |  | pompe à l'huile fougasse noix noisettes nougat blanc fruits confits | pompe à l'huile fougasse noix noisettes nougat blanc fruits confits |  |  | pommes poires oranges raisins frais vin cuit dattes pâte de fruits | pommes poires oranges raisins frais vin cuit dattes pâte de fruits |

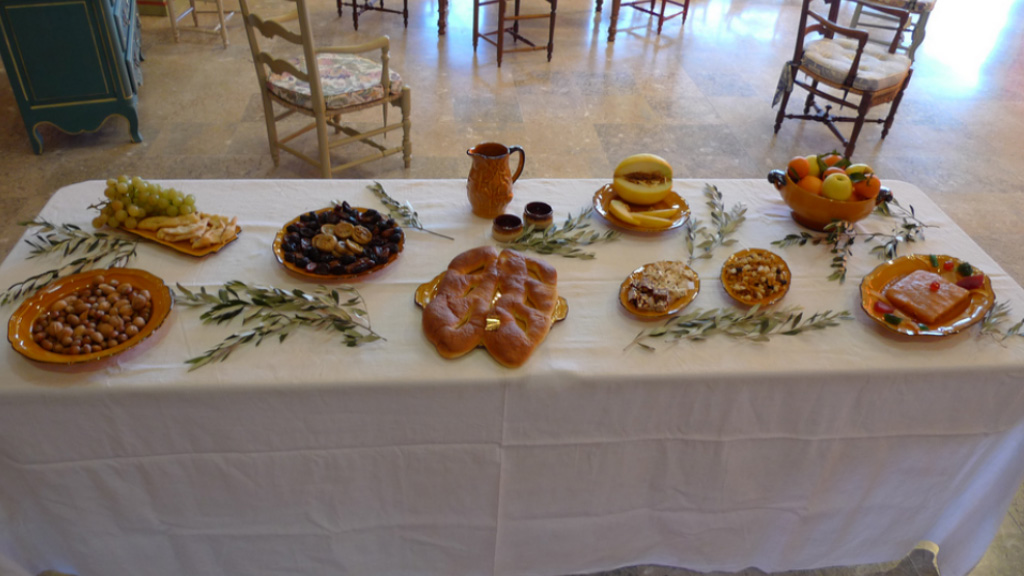
Les treize desserts :

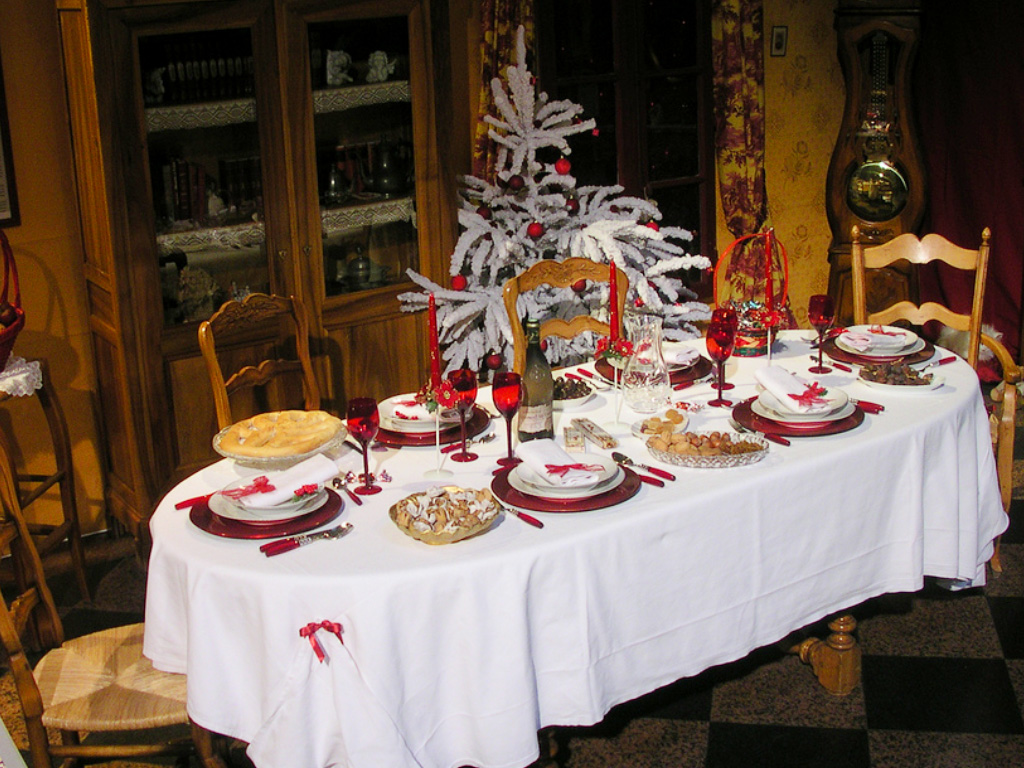
Les treize desserts :

Les treize desserts, qui suivent le gros souper de Noël, font partie de la tradition méridionale de Noël, tradition ancienne pour ce qui est des desserts et assez jeune en ce qui concerne le chiffre treize. À Marseille, au XVIIe siècle, fruits frais, fruits secs et pompes « régalent les gens les deux derniers jours » avant Noël.
Dans les années 1820, dans les Bouches-du-Rhône, le gros souper de Noël se termine par un « dessert plus ou moins splendide selon l'aisance des familles, qui consiste en gâteaux, fruits secs, confitures, biscuits et sucreries », châtaignes et pompes.
Avant le XXe siècle, on ne trouve apparemment aucune attestation d'une association des desserts de Noël avec le chiffre treize. Frédéric Mistral, quant à lui, ne cite pas le chiffre treize mais évoque les friandises exquises de la veillée de Noël. En 1885, un chroniqueur note : « Le gros souper n'est plus qu'à l'état de légende. »
Au début du XXe siècle, à la suite de Mistral et de son Félibrige, la nostalgie pour les Noëls de jadis est à la mode en Provence. En 1925, dans un numéro spécial de Noël du journal La Pignato, un écrivain d'Aubagne, le docteur Joseph Fallen, écrit à propos des desserts : « Il en faut treize, oui treize, pas plus si vous voulez, mais pas un de moins, notre Seigneur et ses apôtres ! »
L'année suivante, la romancière Marie Gasquet écrit, dans Une enfance provençale, qu'à Noël, « il faut treize desserts, treize assiettes de friandises, douze qui versent les produits du pays, du jardin, la treizième beaucoup plus belle, remplie de dattes ». Au début des années 1930, le musée du Terroir marseillais consacre une salle au repas de Noël ; la tradition commence à s'installer.

## Fromage

### Le banon

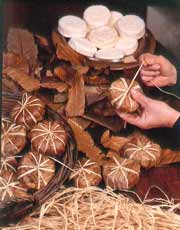
Les banons dans leur enveloppe de feuilles de châtaignier.

C'est un petit fromage au lait cru de chèvre dont le nom provient d'un petit village adossé au plateau d'Albion entre Lure et Ventoux. Il a entre 6 et 7 cm de diamètre et pèse une centaine de grammes. Il est fabriqué avec du lait de chèvre de races provençale, rove et alpine exclusivement. Les chèvres doivent paître sur les collines de la région pendant au moins 210 jours par an. Il est commercialisé recouvert de feuilles de châtaigniers brunes, liées par un brin de raphia naturel.
En 2003, l'INAO a donné son accord pour protéger le Banon par une AOC. C'est le premier fromage de la région Provence-Alpes-Côte d'Azur à obtenir une AOC. Cette reconnaissance concerne 111 communes des Alpes-de-Haute-Provence, 33 des Hautes-Alpes, 21 de la Drôme et 14 de Vaucluse, soit un total de 179 communes pour la production du lait et la fabrication.

### Poivre d'âne
Le poivre d'âne, ou pèbre d'ase, est un fromage à pâte molle fabriqué autour du Mont Ventoux à partir de lait de chèvre ou de vache. Son appellation provient de son enrobage de plusieurs herbes sèches, dont l'une porte le nom provençal de pèbre d'ase (poivre d'âne). Cette plante aromatique est en fait la sarriette vivace (Satureja montana L)
Les producteurs mettant ce fromage en marché se trouvent dans le Comtat Venaissin, la Drôme provençale et en Haute Provence. Il a une forme ronde de 7 à 8 cm de diamètre et de 3 cm d'épaisseur. Son poids varie entre 100 et 120 g.

### Le cachat

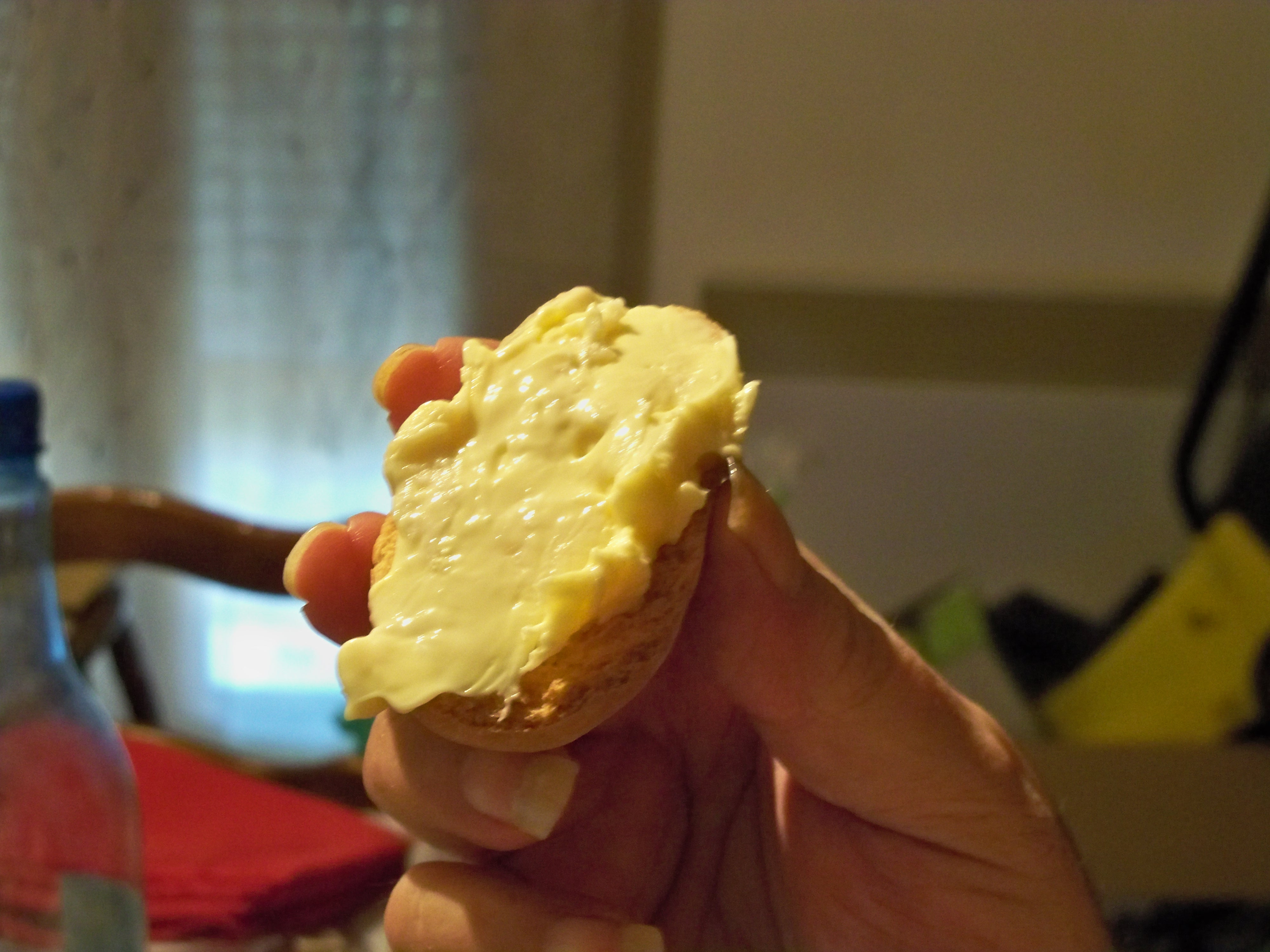
Cachat.

Le cachat est un fromage traditionnel tout autour du Ventoux, qui cousine avec la pétafine ou cachaille du Dauphiné. C'est un fromage fort, généralement fabriqué à base de lait de chèvre, il peut l'être avec celui des brebis ou en mêlant les deux. Il suffit de laisser aigrir du lait caillé dans un grand pot de grès (environ 10 litres) et d'éliminer au fur et à mesure le petit-lait.
Pour accélérer la fermentation, il y est ajouté du fromage persillé et une rasade d'eau-de-vie, qui permet d'éviter toute infection microbienne et relève la saveur. Cette mixture se transforme alors en une crème onctueuse de haut goût, celui-ci s'amplifiant avec le vieillissement. Ce fromage se consomme sur des tranches de pain après avoir été poivré et s'accompagne d'oignons crus. Le fort du Ventoux s'alimente. Après chaque ponction, il y est ajouté une quantité équivalent de fromage fait.

### Tomme de Provence

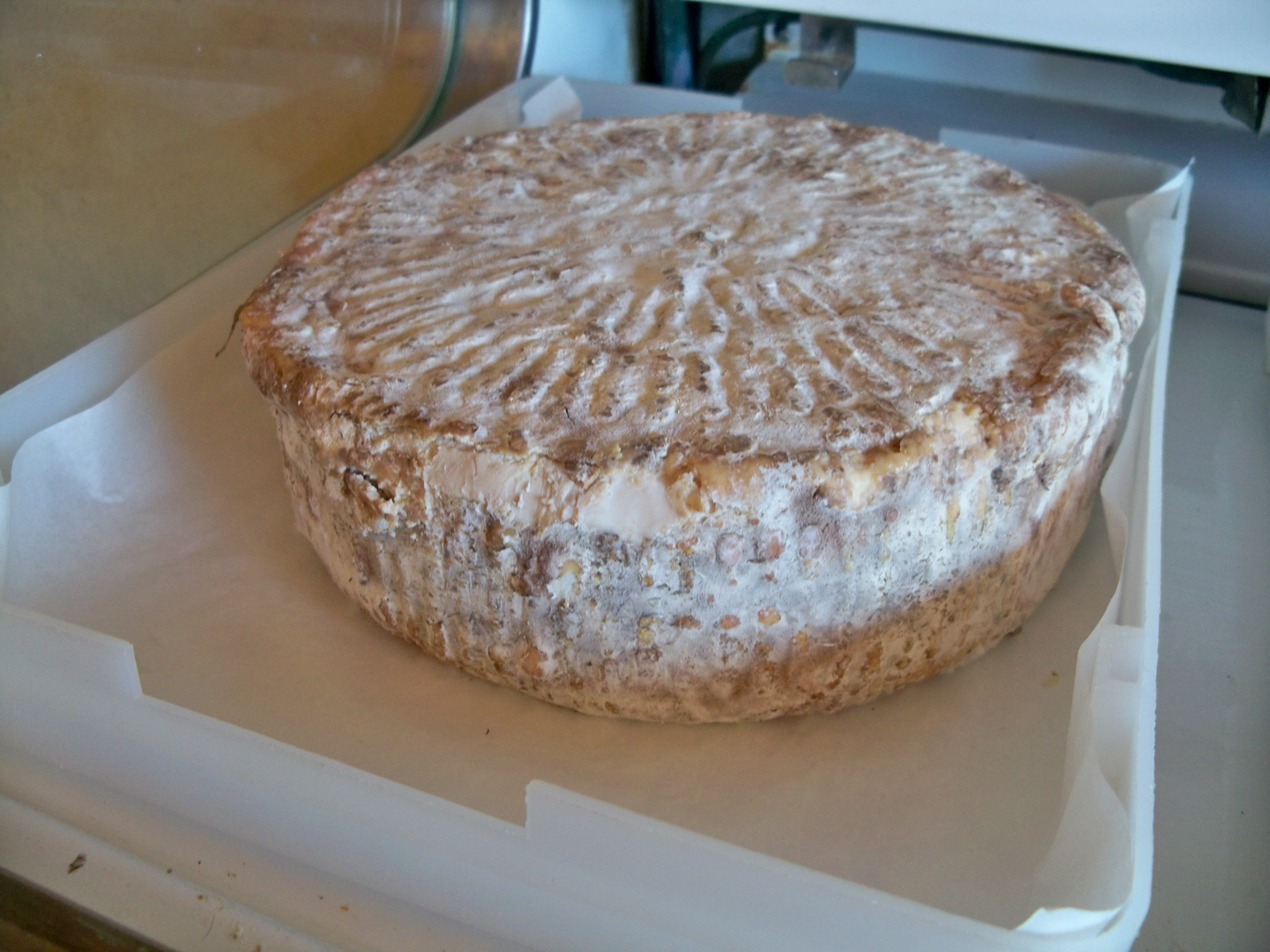
Tomme de Provence.

La tomme de Provence, dite aussi tomme à l'ancienne, est un fromage à pâte molle et à croûte fleurie, dont la fabrication est traditionnelle dans toute la Provence. Élaborée uniquement à base de lait cru de chèvre, son histoire se perd dans la nuit des temps puisqu'elle serait fabriquée, selon la même technique, depuis le Néolithique comme l'attestent les antiques faisselles retrouvées par les archéologues sur des sites où se pratiquait l'élevage caprin. Ces tommes, suivant les lieux de production, se présentent, soit sous la forme d'un petit palet d’environ 6 à 7 cm de diamètre et de 1 à 2 cm de hauteur, ou d'un palet un peu plus grand de 8 cm de diamètre et de 2 à 3 cm de haut, pour un poids de 100 g. En fonction du temps d'affinage, elles se présentent généralement avec une croûte fleurie, très fine, poudreuse et souple, qui peut évoluer jusqu'à une couleur marron ou cendrée. La croûte recouvre une pâte blanche brillante, avec un léger arôme lactique, qui va de crémeuse à coulante,.

## Ingrédients

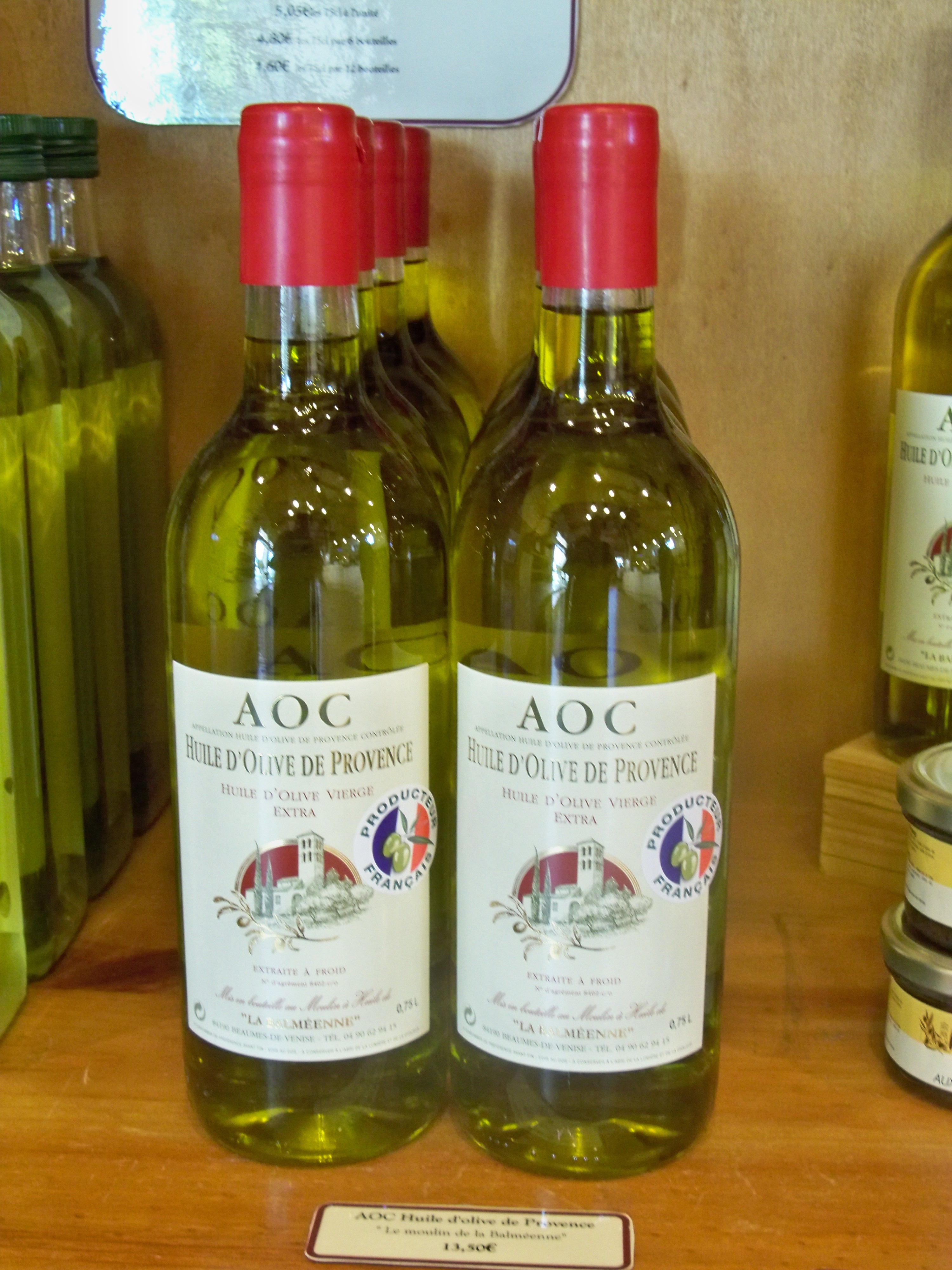
Huile d'olive de Provence (AOC) de La Balméenne.

### Huile d'olive de Provence
L'huile d'olive en Provence a plusieurs terroirs classés en Appellation d'origine contrôlée (AOC). Comme toutes les autres huiles d'olive issues du pourtour de la Méditerranée et des régions à climat méditerranéen, elle est un des fondements de la cuisine méditerranéenne (ou régime crétois et principale source d'oméga -9). Ses caractéristiques organoleptiques varient en fonction du terroir et des pratiques agronomiques, de la variété (ou cultivar), et du stade de maturité à la récolte. Elle peut être utilisée aussi bien crue (dans des sauces pour salade ou à la place du beurre dans les pâtes par exemple) que cuite (pour la cuisson de viandes ou de légumes ou pour la friture). Cette huile a des propriétés bénéfiques pour la santé, notamment sur le plan cardio-vasculaire, grâce à sa teneur en vitamine A, vitamine E et en acides gras monoinsaturés. Les bienfaits liés aux vitamines sont surtout observés lors de consommation d'huile froide, comme dans les salades, car les vitamines sont détruites au-delà de 40 °C. Par rapport aux autres acides gras insaturés, l'huile d'olive est assez stable à la cuisson et garde en ce cas ses effets bénéfiques sur le cholestérol.

## Vins

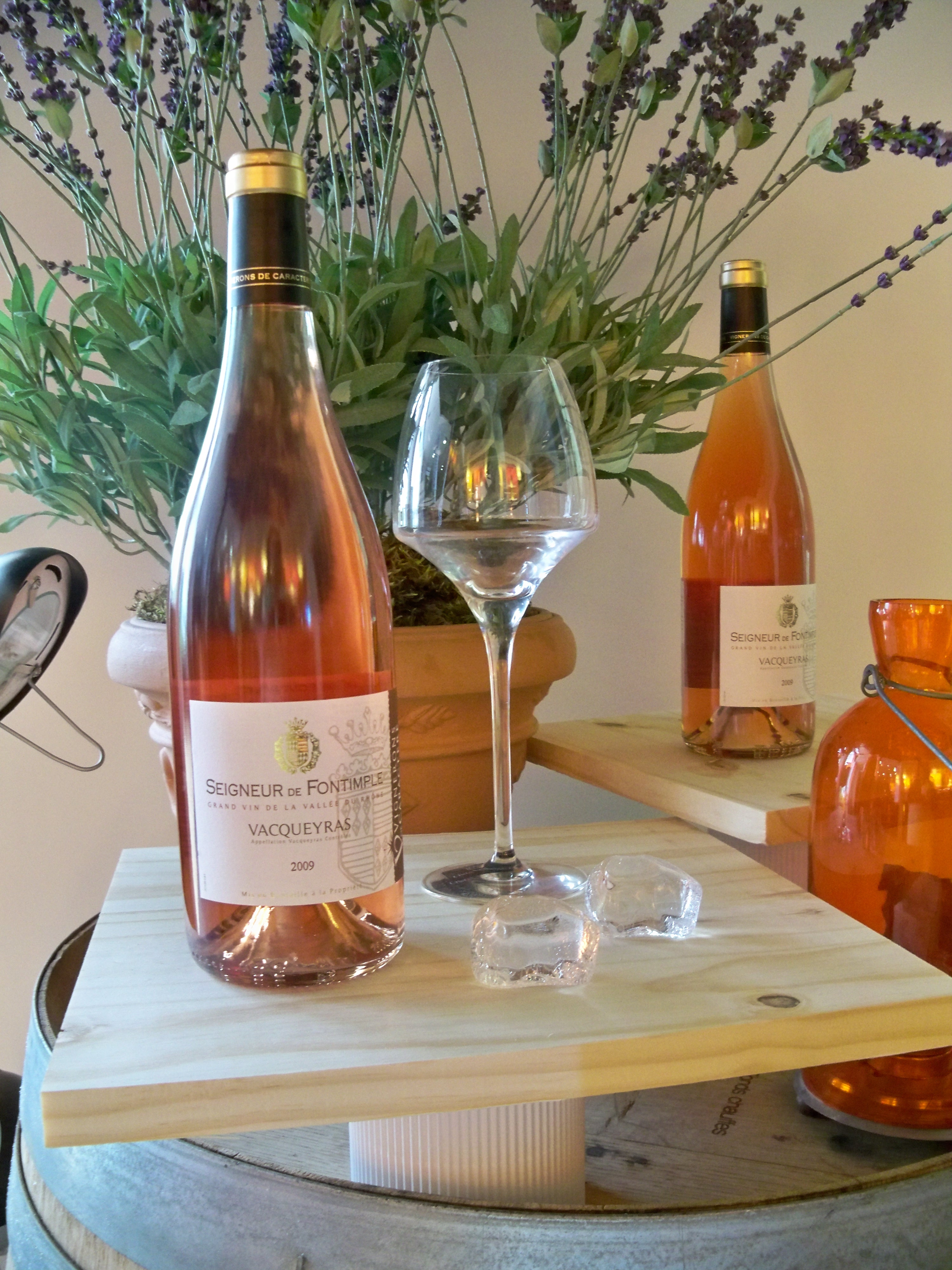
AOC Vacqueyras rosé sur fond de lavande.

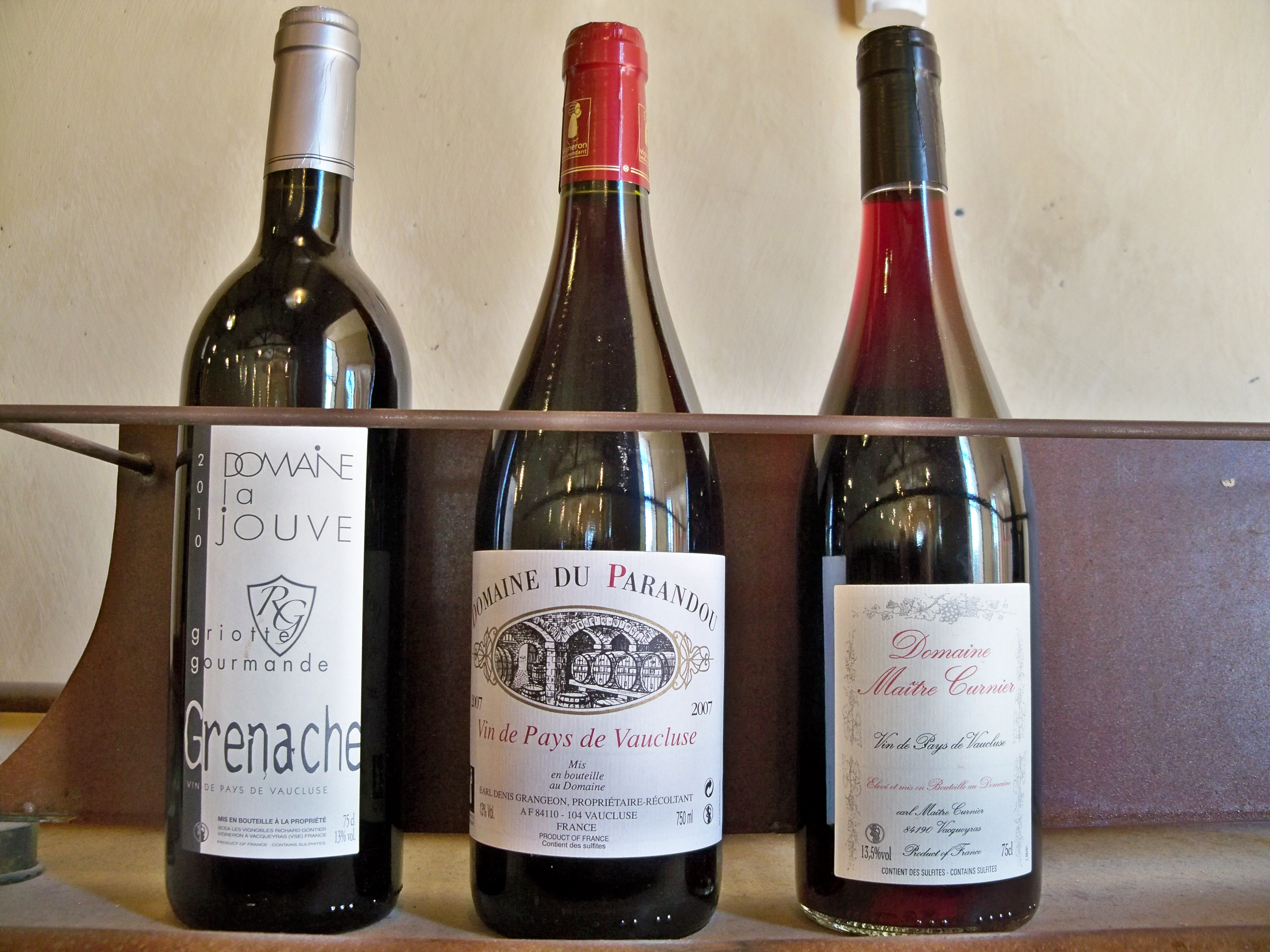
Bouteilles de vin de pays de Vaucluse au Palais du vin de Courthézon.

Les vins de Vaucluse font partie du vignoble de la vallée du Rhône. Pour les AOC régionales, ils se déclinent en côtes-du-rhône, côtes-du-rhône villages, luberon (AOC) et ventoux (AOC). Les côtes-du-rhône villages comprennent dix appellations : Cairanne, massif d'uchaux, plan-de-dieu, puyméras, rasteau (AOC), roaix, sablet, séguret, valréas et visan.
Les appellations locales, ou crus, sont au nombre de quatre : beaumes-de-venise (AOC), châteauneuf-du-pape, gigondas et vacqueyras, tandis que les vins doux naturels sont représentés par le muscat de Beaumes-de-Venise et le rasteau (VDN). Les quelques vins qui n'ont pas droit à l'appellation peuvent être labellisés soit en vin de pays de Vaucluse, vin de pays d'Aigues ou encore vin de pays de la Principauté d'Orange. Autour de cette production s'est développé l'œnotourisme avec, en particulier, la mise en place de la Route des vins des Côtes du Rhône.
À de rares exceptions près, l'ensemble de ces vins se présente en rouge, rosé et blanc. En fonction de leur robe, ils peuvent traditionnellement accompagner les viandes rouges ou blanches, le gibier ou les venaisons, les poissons d'eau douce ou de mer, toute la cuisine vauclusienne et comtadine, et même les desserts avec les vins doux naturels.